# Pandemia de COVID-19 en Texas
El primer caso de la pandemia de enfermedad por coronavirus en  Texas, estado de Estados Unidos, inició el 4 de marzo de 2020. Hay 38.869 casos confirmados, 21.022 recuperados y 1.088 fallecidos.
La pandemia de COVID-19 llegó al estado estadounidense de Texas en marzo de 2020. Al 11 de noviembre de 2020 , los funcionarios de salud pública de Texas reportaron 11,150 nuevos casos de COVID-19 y 114 muertes, aumentando los totales acumulados del estado desde el inicio de la pandemia 985,380 casos y 19,004 muertes, con 9 millones de pruebas COVID-19 completadas hasta la fecha.  Durante el mes de julio, tanto la nueva tasa de casos de COVID-19 como la tasa de mortalidad se duplicaron en Texas.  El promedio de 7 días de casos nuevos aumentó casi tres veces entre el 1 de junio y el 23 de octubre, pasando de 1.534 casos nuevos por día a 4.430 casos.
Antes de marzo, hubo varios casos sospechosos de COVID-19 en el estado que dieron negativo para el virus a partir del 23 de enero. Tres aeropuertos de Texas realizaron exámenes mejorados para detectar la enfermedad en enero, y el Aeropuerto Internacional de Dallas / Fort Worth entre ellos también recibió vuelos desviados de China. El primer caso documentado en Texas se confirmó el 13 de febrero entre ciudadanos estadounidenses evacuados de China a la Base Conjunta San Antonio-Lackland a principios de febrero; sin embargo, los análisis retrospectivos han sugerido un origen mucho más temprano de lo que se pensaba. El primer caso documentado de COVID-19 en Texas fuera de los evacuados en Lackland fue confirmado el 4 de marzo en el condado de Fort Bend., y muchas de las ciudades más grandes del estado registraron sus primeros casos a lo largo de marzo. La evidencia de transmisión comunitaria dentro del estado fue identificada el 11 de marzo. El estado registró su primera muerte asociada con la enfermedad el 17 de marzo en el condado de Matagorda . Para el 26 de marzo, había más de 1,000 casos acumulados confirmados del virus en el estado, excediendo aún más los 10,000 el 9 de abril. A pesar de los primeros aumentos, el número de infecciones confirmadas en Texas se mantuvo por debajo de los diez estados más afectados por el número detectado de infectados hasta a mediados de mayo de 2020, aunque las pruebas fueron inicialmente muy limitadas. Un aumento sostenido en las confirmaciones de casos nuevos y las hospitalizaciones comenzó después de mediados de mayo y ha continuado hasta julio, con días que frecuentemente establecen récords para los totales diarios de casos.
El gobernador de Texas, Greg Abbott, declaró un estado de desastre el 13 de marzo y el Departamento de Servicios de Salud del Estado de Texas declaró un desastre de salud pública seis días después por primera vez desde 1901. Los condados, ciudades y otras jurisdicciones locales comenzaron a implementar la opción de quedarse en casa y refugio en el lugarórdenes a medida que el virus se extendió a lo largo de marzo. El gobierno estatal comenzó a ordenar el cierre de algunos negocios a partir del 19 de marzo y el 26 de marzo entró en vigencia una orden de permanencia en el hogar en todo el estado, en medio de otras restricciones sobre actividades y negocios. Abbott y su administración comenzaron a dirigir una "reapertura" de la economía del estado en abril, con el estado entrando en tres fases de restricciones suavizadas en mayo y junio; Texas fue uno de los primeros estados del país en comenzar a reabrir. Durante la ronda inicial de restricciones relacionadas con la pandemia y las fases de reapertura en mayo y junio, los gobiernos locales y el gobierno estatal fueron frecuentemente discordantes sobre su respuesta a la pandemia debido a la insistencia de los gobiernos municipales para fortalecer las restricciones y la resistencia para promulgar tales restricciones en el nivel estatal.protestas en Texas y en todo Estados Unidos, mientras que la reapertura económica fue criticada por haberse hecho demasiado pronto y demasiado pronto. El Texas Tribune describió la respuesta general como un "mosaico" de políticas inconsistentes e incongruentes. La aceleración de la propagación de la pandemia en mayo y junio llevó al estado a detener la reapertura económica el 25 de junio, y posteriormente el gobierno restableció las restricciones. El 2 de julio se impuso un mandato de máscara en todo el estado, y Abbott advirtió el 10 de julio que "el próximo paso tendría que ser un cierre" si los casos continúan aumentando.
La pandemia ha causado importantes impactos socioeconómicos en el estado. En marzo, el empleo se contrajo un 4,7 por ciento, lo que representa la mayor contracción desde la Gran Recesión .  El desempleo del estado alcanzó un máximo de 13.5 por ciento en mayo de 2020, y al 4 de julio de 2020, 2.8 millones de tejanos habían solicitado beneficios por desempleo desde mediados de marzo.  La Comisión de la Fuerza Laboral de Texas anunció que la Compensación Federal por Desempleo por Pandemia, que proporcionaba $ 600 adicionales por semana a los reclamantes que enfrentaban la pérdida de trabajo relacionada con la pandemia, terminaría la semana del 25 de julio y solo continuarían los beneficios estatales por desempleo mientras durara. de su reclamo. 
Se estima que el 12 por ciento de los restaurantes estaban cerrados de forma permanente.  La educación superior y las escuelas primarias y secundarias terminaron las clases presenciales y pasaron a la instrucción en línea con ramificaciones para ambos períodos escolares en 2020 y 2021. Todas las principales ligas deportivas suspendieron el juego . El riesgo de infecciones llevó a la cancelación de eventos de alto perfil como el Houston Livestock Show and Rodeo , South by Southwest (SXSW), Austin City Limits y la Feria Estatal de Texas .
Al 28 de septiembre de 2020 , Texas tiene el segundo número más alto de casos confirmados en los Estados Unidos , detrás de California , y el duodécimo número más alto de casos confirmados per cápita. Tiene el tercer recuento más alto de muertes relacionadas con el virus, detrás de Nueva Jersey y Nueva York , y el decimoséptimo recuento más alto de muertes per cápita. 
Al 29 de octubre, los hospitales más grandes en Lubbock, Amarillo y El Paso no tenían espacio disponible para aceptar transferencias de pacientes con COVID-19 gravemente enfermos desde áreas rurales. 

### Resumen

#### Marzo
4 de marzo: funcionarios de salud pública en el condado de Fort Bend informaron un resultado positivo presuntamente positivo de COVID-19 en un hombre de 70 años que había viajado recientemente fuera de los Estados Unidos. El hombre fue hospitalizado en condición estable. El nuevo caso fue el primero en Texas fuera de los texanos evacuados de la provincia de Hubei en China y el crucero Diamond Princess que desembarcó en ella Base Conjunta de San Antonio en enero de 2020.
16 de marzo: los funcionarios del condado de Matagorda anunciaron el segundo caso positivo de COVID-19. El paciente, un hombre de unos 90 años, murió el domingo por la noche en el Centro Médico Regional Matagorda con síntomas compatibles con la enfermedad, siendo la primera muerte en Texas.

#### Abril
1 de abril: 44 estudiantes universitarios de la Universidad de Texas en Austin dieron positivo por COVID-19. Forman parte de un grupo de 70 estudiantes universitarios que hicieron caso omiso de los mensajes para evitar grandes reuniones y alquilaron un vuelo para las vacaciones de primavera en Cabo San Lucas, México. Algunos de los estudiantes tomaron vuelos comerciales de regreso a casa en Estados Unidos, Lo que provocó que los funcionarios de salud y otros tuvieran que tratar de localizar a quién más podría haber sido infectado, a través del rastreo de contactos.

#### Respuesta gubernamental
El 2 de marzo, el alcalde de San Antonio Ron Nirenberg y el condado de Béxar declararon un «estado de desastre local y una emergencia de salud pública» después de que un individuo fue liberado por error de la cuarentena en la Base Conjunta de San Antonio por los CDC antes de que una tercera prueba de coronavirus devolviera un resultado positivo. Posteriormente, la ciudad solicitó al gobierno de los Estados Unidos que extendiera la cuarentena de ciudadanos estadounidenses en la base militar; La petición fue denegada por el juez Xavier Rodríguez en el Tribunal de Distrito de los Estados Unidos para el Distrito Oeste de Texas. Tanto la ciudad de Dallas como el condado de Dallas han declarado un «desastre local de emergencia de salud pública».
El 13 de marzo, el gobernador Greg Abbott declaró un desastre estatal para todos los condados del estado. También anunció la primera instalación de pruebas de manejo en San Antonio, y su expansión a otras ciudades del estado.

## Casos de antecedentes y evacuados
El Aeropuerto Internacional de Dallas es uno de los once aeropuertos de EE. UU. Que reciben vuelos desviados desde China después del 3 de febrero.
Una pandemia que involucra la propagación de la enfermedad del COVID-19, causada por el síndrome respiratorio agudo severo SARS-CoV-2, comenzó en 2019 con el brote identificado por primera vez en Wuhan , China, en diciembre de 2019.  La Organización Mundial de la Salud (OMS) declaró el brote una Emergencia de Salud Pública de Importancia Internacional el 30 de enero y lo evaluó como una pandemia el 11 de marzo.  El primer caso en los Estados Unidos Estados se informó en el condado de Snohomish, Washington , el 20 de enero,  y elLa administración Trump declaró una emergencia de salud pública el 31 de enero. 
La propagación inicial de COVID-19 en Texas puede haber comenzado antes del primer caso confirmado contemporáneamente, muy probablemente ya en septiembre de 2019 en Houston. En enero, febrero y marzo de 2020, murieron 1,473 texanos más en comparación con el promedio de enero a marzo de 2014 a 2019. Si bien el Departamento de Servicios de Salud del Estado de Texas atribuyó 41 de estas muertes al COVID-19, USA Today informó que los médicos creían que las muertes adicionales por COVID-19 podrían no haberse contabilizado debido a las pruebas limitadas al comienzo de la pandemia.  En un caso específico, el juez del condado de Bastrop Paul Pape informó síntomas a partir del 9 de febrero. Inicialmente, se esperaba que el riesgo de infección por COVID-19 en Texas fuera bajo a mediados de enero, con riesgos limitados a los viajeros que regresaban recientemente de China.  KWKT-TV en Waco informó que el virus "no era motivo de preocupación en el centro de Texas" según los médicos locales en medio de la actual temporada de influenza .  El 23 de enero, un estudiante de la Universidad Texas A&M fue aislado y monitoreado por el Distrito de Salud del Condado de Brazos después de regresar de Wuhan, China , y presentar una enfermedad respiratoria; En ese momento, solo había un caso conocido de COVID-19 en los Estados Unidos. Fueron la primera persona en Texas identificada contemporáneamente como potencialmente contractora de SARS-CoV-2.  Las tiendas de suministros médicos en el Valle de Brazos experimentaron escasez de mascarillas médicas a medida que la demanda aumentó en respuesta al primer caso sospechoso.  Durante los siguientes cuatro días, los funcionarios de salud de Texas identificaron otros tres casos sospechosos de COVID-19 que cumplían con los criterios de prueba, incluido un estudiante de la Universidad de Baylor ; los cuatro dieron negativo para el virus después de que las muestras se entregaron a los Centros para el Control y la Prevención de Enfermedades (CDC) en Atlanta, Georgia , sin dejar casos confirmados en Texas. 
El Departamento de Salud del Condado de Tarrant activó su centro de operaciones el 24 de enero. Los paramédicos del Metroplex aumentaron el uso de equipo de protección personal (PPE) y ajustaron sus procedimientos de detección de enfermedades respiratorias.  Los protocolos hospitalarios se actualizaron para aislar a los pacientes que se presentan a las salas de emergencia con síntomas de COVID-19 y que han viajado recientemente a Wuhan.  Si bien los CDC no designaron inicialmente al Aeropuerto Internacional de Dallas / Fort Worth para realizar una "inspección mejorada" de los pasajeros para detectar COVID-19, el aeropuerto comenzó a coordinarse con los hospitales locales y los departamentos de salud a fines de enero. El CDC luego implementó proyecciones de COVID-19 en el Aeropuerto Internacional Dallas / Fort Worth, el Aeropuerto Intercontinental George Bush en Houston y el Aeropuerto Internacional de El Paso , con proyecciones comenzando "de forma continua" según Nancy Messonnier de los CDC. Estas ubicaciones fueron designadas como tres de las veinte estaciones de cuarentena de los CDC en los EE. UU. Debido a su uso frecuente como puntos de llegada para viajeros internacionales.  La Asociación de Pilotos Aliados , un sindicato que representa a los pilotos que sirven a American Airlines , demandó a American Airlines el 30 de enero a través del condado de Dallas.poner fin a todos los vuelos a China;  la aerolínea accedió el 4 de febrero.  El 3 de febrero, el Departamento de Seguridad Nacional de Estados Unidos nombró al Aeropuerto Internacional de Dallas como uno de los 11 aeropuertos que reciben vuelos desviados desde China.  Los trabajadores de la salud de los CDC fueron enviados al aeropuerto para examinar a los pasajeros en busca de síntomas de COVID-19. 
La Universidad de Texas suspendió todos los viajes de pregrado a China el 28 de enero y solo permitió viajes esenciales a China para profesores, personal y estudiantes graduados.  Universidad de Baylor y la Universidad de Texas también prohibieron temporalmente los viajes patrocinados por la universidad a China, con la excepción de los viajes esenciales.  Dos personas en el área de Dallas fueron monitoreadas para una posible contracción de COVID-19 el 31 de enero.  Otro paciente fue reportado como posible portador en Beaumont el 5 de febrero,  y seis fueron monitoreados en Austin .  Algunos residentes en San Antonio comenzaron 14 días de auto-cuarentena. Los departamentos de salud, hospitales y escuelas locales de Texas continuaron revisando sus protocolos COVID-19 hasta febrero. 

## Epidemiología
El primer resultado positivo de la prueba de COVID-19 en Texas, fuera de los evacuados en cuarentena en JBSA-Lackland de China y el crucero Diamond Princess , fue informado por el DSHS el 4 de marzo e involucró a un residente del condado de Fort Bend .  El paciente era un hombre de unos 70 años y había viajado en el crucero MS A'sara por el río Nilo en Egipto.  Se informó un total de 12 resultados positivos en las pruebas en los condados de Fort Bend y Harris de viajeros a bordo del mismo barco. El primer caso de posible propagación en la comunidad, donde se desconoce la fuente de la infección, fue reportado por funcionarios de salud pública el 11 de marzo, involucrando a un hombre de unos 40 años en el condado de Montgomery ; había asistido recientemente a una parrillada en el Houston Livestock Show and Rodeo el 28 de febrero.  La primera muerte en Texas identificada en relación con COVID-19 ocurrió el 14 de marzo de un hombre en su 90 en el Centro Médico Regional Matagorda; Los funcionarios del condado de Matagorda informaron la muerte el 15 de marzo y el DSHS lo confirmó al día siguiente.  Según el DSHS, el estado excedió los 100 casos totales de COVID-19 para el 19 de marzo y los 1000 casos para el 26 de marzo. A fines de marzo de 2020, había 3,266 casos conocidos de COVID-19 y 41 muertes en Texas, y casi la mitad de los condados del estado informaron al menos un caso.  Un análisis del primer mes de la propagación de COVID-19 en Texas, publicado en el Journal of Community Health , encontró que si bien el recuento total de casos fue más alto en las áreas metropolitanas del estado, las tasas de incidencia más altas de la enfermedad per cápita ocurrieron en el condado de Donley , con 353,5 casos por cada 100.000 habitantes. La tasa de letalidad (CFR) fue del 10,3 por ciento en el condado de Comal; Los condados con un CFR alto tenían "una mayor proporción de residentes negros no hispanos, adultos de 65 años o más y adultos que fumaban, pero menor cantidad de camas de UCI por 100,000 habitantes y número de médicos de atención primaria por 1,000 habitantes". 
El número acumulado de casos de COVID-19 confirmados por el DSHS llegó a 10,000 el 9 de abril y 100,000 el 19 de junio. El número de muertes confirmadas eclipsó a 100 el 4 de abril y 1,000 el 9 de mayo.  Condados que adoptaron refugio en el lugar Los pedidos anticipados mostraron una disminución del 19 al 26 por ciento en el crecimiento de casos de COVID-19 2,5 semanas después de la promulgación de esos pedidos, según un análisis publicado en la Oficina Nacional de Investigación Económica . El mismo análisis encontró que dichos pedidos en los condados urbanizados representaron el 90 por ciento del crecimiento atenuado de casos en el estado en mayo.  Un aumento en los nuevos casos de COVID-19 comenzó en junio con grandes aumentos en las principales ciudades del estado y dentro de una población más joven en comparación con el comienzo de la pandemia. 

## Cronología
El origen inicial de la propagación comunitaria en Texas sigue sin estar claro, pero numerosos relatos anecdóticos de los confirmados posteriormente han incluido fechas de inicio tan temprano como el 28 de diciembre en Point Venture , y los análisis retrospectivos han encontrado aumentos estadísticos inexplicables en las muertes durante este tiempo.  La capacidad de prueba en todo el estado permaneció extremadamente limitada hasta que se anunciaron los primeros casos registrados.  

### Marzo
Los primeros casos confirmados en Texas se asociaron con viajeros a bordo del crucero por el río MS A'sara en Egipto
2 de marzo : una investigación de Austin Public Health encontró que 68 pacientes con COVID-19 en el centro de Texas comenzaron a informar síntomas que se remontan a esta época.  El alcalde de San Antonio, Nirenberg, emite una emergencia de salud pública después de que un individuo positivo al virus es liberado por error de la cuarentena en JBSA – Lackland. 
4 de marzo : El DSHS informa un resultado de prueba presuntamente positivo para COVID-19 de un residente del condado de Fort Bend en el área de Houston. Un hombre de unos 70 años, es el primer caso positivo conocido de la enfermedad en Texas fuera de los evacuados de Wuhan y el crucero Diamond Princess .  El paciente había viajado recientemente a Egipto y fue hospitalizado. 
5 de marzo : Se identifican al menos ocho casos acumulativos, incluidos los casos positivos y presuntos positivos, en el área de Houston. Los casos involucran a personas de los condados de Fort Bend y Harris . Todas las personas con casos confirmados eran parte de un grupo que viajó a Egipto en febrero, incluido el primer caso confirmado en el condado de Fort Bend. El grupo de viaje viajó a bordo del crucero MS A'sara por el río Nilo .  También se investiga a otras personas como posibles portadores en el área de Houston en relación con el viaje a Egipto. El estado anuncia que seis laboratorios de salud pública dentro de su red de respuesta de laboratorio son capaces de realizar pruebas para COVID-19. 
6 de marzo : El alcalde Steve Adler de Austin declara un desastre local y cancela South by Southwest por primera vez en su historia. 
9 de marzo : El número acumulado de casos confirmados en Texas reportados por el DSHS supera los 10.  Un residente de Frisco en sus 30 años en el condado de Collin , un suburbio de Dallas, recibe una prueba presuntamente positiva para el virus después de viajar recientemente a Silicon Valley en California; es el primer caso identificado en el área metropolitana de Dallas-Fort Worth.  Su esposa y su hijo de 3 años más tarde contrajeron la enfermedad, y este último se encuentra entre los más jóvenes confirmados con el virus en los EE  UU. 
11 de marzo : Los funcionarios de salud locales informan una prueba positiva para COVID-19 en el condado de Montgomery ; se identifican como el primer caso posible de propagación comunitaria, no directamente relacionado con viajes o contacto conocido con viajeros positivos, en Texas y en el área de Houston. Se informa que la asistencia del paciente a una barbacoa en el Houston Livestock Show and Rodeo el 28 de febrero es una fuente posible pero no confirmada del virus.  La ciudad de Houston ordena el cierre del Houston Livestock Show and Radio después de anunciar una declaración de salud de emergencia.  Lakewood Church suspende los servicios públicos dentro de la iglesia y mueve sus servicios en línea.  El Distrito Escolar Independiente de Montgomery en el área de Houston y el Distrito Escolar Independiente de Alvarado en el área de Dallas se convierten en los dos primeros distritos escolares públicos en Texas en cerrar temporalmente las clases sobre COVID-19, afectando aproximadamente a 12,400 estudiantes en 17 escuelas. 
12 de marzo : Después de viajar a Barcelona y París entre el 4 y el 10 de marzo, un hombre de 29 años se convierte en el primer caso reportado de COVID-19 en el condado de Bell .  Cinco personas dan positivo por el virus en el condado de Dallas, y una no tiene antecedentes de viajes recientes; el individuo es el primer caso de propagación comunitaria en el norte de Texas , lo que provocó una declaración de desastre local para el condado de Dallas. 
13 de marzo : San Antonio informa su primer caso positivo de COVID-19 con un individuo no asociado con los evacuados en cuarentena en JBSA – Lackland. El alcalde Nirenberg declara una emergencia de salud pública y limita las reuniones de más de 500 personas durante una semana.  Los primeros tres casos de COVID-19 también se identifican en el área de Austin. Universidad de Texas Gregory L. Fenves anuncia que su esposa se encuentra entre los casos positivos luego de un viaje a la ciudad de Nueva York para una función universitaria con exalumnos y estudiantes.  Un hombre de unos 40 años con un viaje doméstico reciente se identifica como el primer caso confirmado de COVID-19 en el área de El Paso . Abbott declara estado de desastre para todos los condados de Texas, invocando poderes de emergencia para su administración y ordena a los empleados estatales que trabajen desde casa . Se pide a las guarderías, hogares de ancianos y prisiones que limiten las visitas.  El primer centro de prueba móvil del estado para COVID-19 abre en San Antonio.  colegios y universidades de todo el estado extienden sus vacaciones de primavera con algunas transiciones a la instrucción en línea, incluidas la Universidad de Baylor , la Universidad de Houston , la Universidad del Norte de Texas , la Universidad de Texas en Austin, la Universidad Estatal de Texas y la Universidad Tecnológica de Texas. . Los distritos escolares también anuncian suspensiones temporales de clases en todo el estado. 
14 de marzo : Entre el 14 y el 19 de marzo, algunos estudiantes de la Universidad de Texas en Austin viajan a Cabo San Lucas, México , para las vacaciones de primavera ; el 27 de marzo, un estudiante obtuvo un resultado positivo en la prueba del SARS-CoV-2 después de regresar de Cabo San Lucas. Una investigación de rastreo de contactos realizada por el Centro COVID-19 de la Universidad de Texas Health Austin concluye el 5 de abril, con pruebas virales en 231 estudiantes. Entre la muestra, 60 de los 183 viajeros a Cabo San Lucas dieron positivo por el virus.  Abbott dirige la Junta Médica de Texasy la Junta de Enfermería de Texas para acelerar la concesión de licencias temporales para profesionales médicos de fuera del estado mientras el estado permanece en un estado de desastre. 
15 de marzo : Texas Health and Human Services emite pautas para los centros de enfermería que describen los procedimientos para la detección de COVID-19 y restringen el personal y los visitantes en 1,222 centros de enfermería en el estado. 
16 de marzo : Un maestro de escuela primaria de 40 años es identificado como presunto positivo para el SARS-CoV-2, convirtiéndose en el primer caso del virus en Laredo . El paciente no tenía antecedentes de viajes a las zonas afectadas.  Abbott exime los requisitos de las Evaluaciones de preparación académica del estado de Texas (STAAR), pruebas estandarizadas que se suelen administrar en las escuelas de Texas.  Partes de la Ley de Reuniones Abiertas de Texas , que aumenta la transparencia de las reuniones gubernamentales, están suspendidas para permitir conferencias telefónicas y de video. Los alcaldes de Dallas y Houston ordenan el cierre de varios establecimientos sociales durante al menos una semana; restaurantes en Dallas y los condados de Harris se limitan a conducir a través del servicio.  El alcalde de San Antonio, Nirenberg, reduce el límite de reuniones sociales a 50 personas. 
Estantes vacíos por compras de pánico en Sams Club en Lufkin el 13 de marzo de 2020
17 de marzo : DSHS informa que un hombre de unos 90 años en el condado de Matagorda murió de COVID-19 después de ser hospitalizado, convirtiéndose en la primera muerte oficial de COVID-19 en Texas.  Dos viajeros no relacionados se identifican como las dos primeras confirmaciones positivas de COVID-19 en Lubbock ; ninguno fue hospitalizado, sino que se puso en cuarentena en casa.  El Distrito de Salud del Condado de Brazos confirma el primer caso de COVID-19, una mujer de unos 20 años, en el Condado de Brazos .  Se activa la Guardia Nacional de Texas , lo que convierte a Texas en el vigésimo primer estado de EE. UU. En activar su Guardia Nacional; la fuerza de seguridad aún no está desplegada. Abbott otorga exenciones a los hospitales para reforzar la capacidad de camas no utilizada sin solicitar ni pagar tarifas adicionales.  Abbott también pide a la Administración de Pequeñas Empresas que declare una Declaración de Desastre por Daños Económicos para el estado;  elegibilidad se otorga tres días después.  Los bancos autorizados en Texas restringen el acceso interior. Austin y El Paso cierran sus bares, y Austin también cierra sus restaurantes. 
18 de marzo : Amarillo y Beaumont confirman sus primeros casos positivos de COVID-19, Amarillo reporta dos y Beaumont uno.  El Distrito de Salud del condado de Waco-McLennan anuncia los primeros seis casos en el condado de McLennan ; cinco de los casos se identifican como viajeros recientes. 
19 de marzo : El número acumulado de casos confirmados en Texas reportados por el DSHS supera los 100.  condado de Cameron informa el primer caso positivo de COVID-19 en el Valle del Río Grande , que involucra a un viajero de 21 años a Irlanda y España. desde mediados de marzo.  Se documentan los primeros seis casos de transmisión comunitaria en San Antonio.  Austin Public Health informa evidencia de propagación comunitaria en el condado de Travis, ya que el recuento acumulativo de casos del condado casi se duplica en un solo día.  Comienza un brote en el Centro de vida con apoyo del estado de Denton en Denton, con el número de resultados positivos de las pruebas aumentando a 55 residentes y 67 empleados de la instalación para el 21 de mayo.  El DSHS declara un desastre de salud pública, marcando la primera declaración de este tipo desde 1901.  director del DSHS, Hellerstedt emite la declaración de desastre como enfermedad "ha creado una amenaza inmediata, presenta un alto riesgo de muerte para un gran número de personas y crea un riesgo sustancial de exposición pública debido al método de transmisión de la enfermedad y la evidencia de que existe una propagación comunitaria en Texas. " Abbott emite cuatro órdenes ejecutivas para prohibir las reuniones de más de 10 personas; desalentar comer y beber en bares, restaurantes en patios de comidas y visitar gimnasios (y cerrar bares y comedores de restaurantes); prohibir las visitas a hogares de ancianos, centros de jubilación e instalaciones de atención a largo plazo con la excepción de brindar atención crítica; y cerrar temporalmente todas las escuelas de Texas.  La Corte Suprema de Texas detiene la mayoría de los procedimientos de desalojo en todo el estado hasta el 19 de abril. 
20 de marzo : Abbott pospone las elecciones de segunda vuelta programadas para el 26 de mayo al 14 de julio.  Se suspenden las tarifas de atención médica de los prisioneros relacionadas con COVID-19.  Los proveedores de atención médica comienzan a retrasar los procedimientos médicos electivos , incluidos Houston Methodist y Memorial Hermann Health System . 
21 de marzo : Funcionarios de Corpus Christi y Nueces Couty confirman el primer caso de COVID-19 en la zona. Se cree que la persona contrajo el virus luego de un viaje de negocios de un día a Houston.  Un residente del Centro de Rehabilitación y Enfermería del Sureste en San Antonio está hospitalizado y da positivo por COVID-19.  Un brote en el hogar de ancianos conduce a al menos 75 infecciones y 12 muertes, lo que provocó investigaciones por parte de funcionarios locales y estatales.  El asilo de ancianos había sido evaluado recientemente por tener un saneamiento deficiente y un control de infecciones en los informes federales. Abbott suspende las regulaciones de enfermería para aumentar la fuerza laboral de enfermería, incluidas las enfermeras con licencias inactivas y las enfermeras jubiladas para reactivar sus licencias.  El juez del condado de Dallas Clay Jenkins proscribe los procedimientos médicos electivos en el condado hasta el 3 de abril. 
22 de marzo : Abbott emite una orden ejecutiva que permite a los hospitales tratar a dos pacientes en la misma habitación y ordena la suspensión de procedimientos médicos "electivos o no esenciales".  El fiscal general de Texas, Ken Paxton, aclara al día siguiente que la orden se extiende a los abortos , lo que llevó a los representantes de los proveedores de servicios de aborto en Texas a buscar una orden de restricción .  El juez federal Earl Leroy Yeakel III del Distrito Oeste de Texas bloquea la prohibición del aborto el 30 de marzo;  el bloque es anulado por la Corte de Apelaciones del Quinto Circuito de los Estados Unidos el 31 de marzo. Se forma una Supply Chain Strike Force bajo la presidencia de Keith Miears para gestionar la logística sanitaria entre los sectores público y privado. 
24 de marzo : El número acumulado de casos confirmados en Texas reportados por el DSHS supera los 500 y el número acumulado de muertes confirmadas por COVID-19 reportadas por el DSHS supera los 10.  Abbott emite una orden ejecutiva que requiere que los hospitales reporten la capacidad de camas al departamento de salud estatal y a los proveedores de atención médica para informar las pruebas de COVID-19. Supply Chain Strike Force solicita suministros por valor de 80 millones de dólares, incluidas 200.000 máscaras al día.  Las órdenes de quedarse en casa entran en vigor en los condados de Bexar, Harris y Travis. 
25 de marzo : el presidente Trump aprueba una declaración federal de desastre para el estado de Texas.  La declaración obliga a $ 628,8 millones en subvenciones de asistencia pública de la Agencia Federal para el Manejo de Emergencias (FEMA). 
La Guardia Nacional de Texas se desplegó el 27 de marzo para ayudar a las pruebas móviles de COVID-19
26 de marzo : El número acumulado de casos confirmados en Texas reportados por el DSHS supera los 1,000.  Una orden ejecutiva emitida por Abbott obliga a los visitantes que vuelan a Texas desde Connecticut , Nueva Jersey , Nueva York y Nueva Orleans, Luisiana , a ponerse en cuarentena durante 14 días.  Se presentó al gobierno de Austin un modelo de un equipo de investigadores de la Universidad de Texas en Austin . El modelo proyectó resultados epidemiológicos de cierres de escuelas y diversos grados de cumplimiento de distanciamiento social hasta el 17 de agosto, comenzando con un número de reproducción básico de 2.2, un período de incubación promediode 7.1 días, un tiempo de duplicación de 4 días y la prevalencia inicial de COVID-19 en la región. Indicó que la capacidad de atención médica del área metropolitana del Gran Austin se superaría si no se implementaran "medidas extensivas de distanciamiento social ". La simulación estimó 87,501 hospitalizaciones acumuladas y 10,908 muertes acumuladas en ausencia de medidas de distanciamiento social o cierres de escuelas, en comparación con 3,254 hospitalizaciones acumuladas y 267 muertes acumuladas con cierres de escuelas y 90 por ciento de cumplimiento de la distancia social; de los cuatro escenarios de distanciamiento social modelados, solo el escenario de cumplimiento del 90 por ciento indicó hospitalizaciones dentro de la capacidad hasta el 17 de agosto 
27 de marzo : Se despliegan tres brigadas de la Guardia Nacional de Texas para ayudar en los sitios de prueba COVID-19.  El gobierno de los Estados Unidos autoriza a la Comisión de Salud y Servicios Humanos de Texas a extender la cobertura del Programa de Asistencia Nutricional Suplementaria (SNAP) y Medicaid . 
28 de marzo : El número de casos confirmados en Houston se triplica de 69 a 232.  Se informa un primer caso de COVID-19 en The Resort, un hogar de ancianos en Texas City . Para el 3 de abril, 83 personas en The Resort dieron positivo por el virus.  Se renuncia a las normas de renovación para farmacéuticos, técnicos de farmacia y aprendices de técnicos de farmacia para reforzar los servicios farmacéuticos. 
29 de marzo : las cuarentenas obligatorias de 14 días del estado se amplían para incluir a los viajeros aéreos que ingresan a Texas desde los estados de California y Washington, las ciudades de Atlanta, Detroit y Miami , y los viajeros que ingresan a Texas desde Luisiana.  El Centro de Convenciones Kay Bailey Hutchison en Dallas, con capacidad para al menos 250 camas, está designado como la primera instalación de tratamiento ad hoc COVID-19 de Texas.  Modelado inicial del Instituto de Métricas y Evaluación de la Salud (IMHE) de la Universidad de Washington proyecta 6.029 muertes en el estado para el 4 de agosto con un uso máximo de recursos hospitalarios y muertes diarias del 5 al 6 de mayo. 
31 de marzo : Una orden ejecutiva de Abbott enmienda las políticas de distanciamiento social anteriores, limitando las actividades susceptibles a la propagación de COVID-19 y otorgando poder policial para detener a los infractores a partir del 30 de abril; la orden no se aplica a las actividades clasificadas como esenciales. Las escuelas están cerradas a la asistencia a las aulas hasta el 4 de mayo.  En todo el estado, 51 condados tienen órdenes de quedarse en casa para fines de marzo de 2020.

### Abril
1 de abril : Trece condados informan casos de COVID-19 por primera vez.  El Departamento de Seguridad Pública de Texas (DPS) comienza a implementar la aplicación de las restricciones de viaje ordenadas por Abbott, enviando soldados a los aeropuertos para dirigir a los viajeros a las cuarentenas.  El Paso amplía las restricciones sobre la mayoría de las reuniones de cualquier tamaño y cierra las áreas recreativas. 
2 de abril : Ocho condados confirman casos de COVID-19 por primera vez.  datos del DSHS indican que las muertes por COVID-19 en el estado se cuadriplicaron durante la semana anterior. 
3 de abril : Dos condados reportan casos de COVID-19 por primera vez.  condado de Harris se convierte en el primer condado en documentar más de 1.000 casos en total, y el área de Houston representa el 38 por ciento de los casos en el estado. 
4 de abril : El número acumulado de muertes confirmadas por COVID-19 en Texas reportadas por el DSHS supera las 100.  Seis condados reportan casos por primera vez. 
5 de abril : Un análisis de la Universidad de Texas estima una probabilidad del 9 por ciento de que ocurran brotes no detectados en condados sin casos reportados.  Abbott permite que nuevos profesionales médicos ingresen a la fuerza laboral con una licencia de emergencia bajo supervisión sin tomar un examen final de licencia.  El DPS de Texas establece puntos de control a lo largo de la frontera estatal con Luisiana en la Interestatal 10 siguiendo la orden de cuarentena obligatoria para los viajeros por carretera que ingresan desde Luisiana. 
6 de abril : Seis condados reportan casos de COVID-19 por primera vez.  Abbott informa que 1,68 millones de máscaras y 210,000 protectores faciales se han distribuido en el estado desde el 30 de marzo, con otros 2,5 millones de máscaras en espera de distribución y 3 millones de máscaras pendientes de entrega.  condado de Harris comienza a construir un refugio médico en NRG Park para manejar una afluencia de pacientes con COVID-19, y luego se aprobó un hospital de campaña de respaldo de $ 60 millones. 
7 de abril : Cuatro condados reportan casos de COVID-19 por primera vez.  Todos los parques estatales de Texas operados por Texas Parks and Wildlife y los sitios históricos operados por la Comisión Histórica de Texas se cierran para prevenir la propagación del COVID-19.  El Departamento de Justicia Criminal de Texas recluta a presos en 10 fábricas de prisiones para producir hasta 20.000 máscaras de tela al día.
8 de abril : El DSHS reporta más de 1,000 casos en un solo día por primera vez, con 1,092 el 10 de abril.  Cuatro condados reportan casos de COVID-19 por primera vez.  El Departamento de Agricultura de EE. UU. Autoriza a Texas Health and Human Services a otorgar a los beneficiarios de SNAP la asignación máxima permitida del programa según el tamaño de la familia, que asciende a más de $ 168 millones en beneficios de emergencia. 
9 de abril : El número acumulado de casos confirmados en Texas reportados por el DSHS supera los 10,000.  Tres condados reportan casos de COVID-19 por primera vez.  La Comisión de Salud y Servicios Humanos de Texas informa que se han confirmado casos de COVID-19 en aproximadamente el 13 por ciento de los 1,222 hogares de ancianos del estado.  El Ayuntamiento de Dallas aprueba 4,3 millones de dólares para utilizar vehículos recreativos y habitaciones de hotel para poner en cuarentena a los socorristas. 
10 de abril : El DSHS informa 1,441 casos nuevos, lo que representa el aumento más alto en un solo día hasta mediados de mayo.  Seis condados reportan casos de COVID-19 por primera vez.  El Ayuntamiento de Austin asigna $ 15 millones de las reservas de la ciudad para proporcionar asistencia monetaria y servicio de alimentos a través de Austin Public Health. 
11 de abril : Abbott extiende la declaración de desastre del estado, emitida el 13 de marzo, por 30 días adicionales. La declaración prolonga el funcionamiento del Centro de Operaciones del Estado y el acceso al Arsenal Nacional Estratégico . 
13 de abril : Abbott anuncia su intención de reabrir negocios privados en el estado.  La ciudad de Houston relaja los requisitos de prueba para COVID-19, lo que permite que cualquier persona se haga la prueba independientemente de los síntomas. 
14 de abril : Tres condados reportan casos de COVID-19 por primera vez. Los aeropuertos de Texas reciben $ 811.5 millones en apoyo de la Ley CARES. 
15 de abril : Tres condados reportan casos de COVID-19 por primera vez.  Abbott anuncia que la Oficina de Seguridad Pública de Texas asignará $ 38 millones en fondos federales a los gobiernos locales. 
16 de abril : Siete condados reportan casos de COVID-19 por primera vez. El condado de Dallas y San Antonio comienzan a exigir máscaras faciales. El Grupo de Trabajo Infantil de Primera Línea de Texas asigna $ 200 millones en fondos para apoyar los costos de cuidado infantil para trabajadores esenciales. 
Se establecieron sitios de distribución masiva de alimentos en Texas, incluido uno en el Alamodome
17 de abril : un refugio privado para personas sin hogar en Dallas informa los primeros 17 de los últimos 38 resultados positivos para COVID-19.  Abbott anuncia el inicio de su plan para reabrir la economía de Texas, citando una " curva semi-plana " de casos de COVID-19 en el estado.  La reapertura se describe en tres órdenes ejecutivas emitidas por Abbott que permite que los parques estatales se abran bajo las regulaciones de distanciamiento social el 20 de abril, cirugías no esenciales limitadas en los hospitales a partir del 21 de abril y recogida de productos en las tiendas minoristas a partir del 24 de abril. El proceso de reapertura también establece el Strike Force to Open Texas, un panel asesor de Abbott para la reapertura de la economía. El panel está dirigido por James Huffines con Mike Toomey como director de operaciones; sus miembros consultores son todos miembros del Partido Republicano . El panel también consta de un equipo médico y un consejo asesor especial.  Abbott también pide que las escuelas públicas permanezcan cerradas durante el resto del año académico 2019-2020. 
18 de abril : Tres condados reportan casos de COVID-19 por primera vez. 
20 de abril : El Servicio de Inmigración y Control de Aduanas (ICE) informa que 24 detenidos tienen COVID-19 en el Centro de Detención Prairieland en Alvarado .  Más de 1.200 miembros del personal de 25 equipos de prueba móviles COVID-19 de la Guardia Nacional de Texas están desplegados en todo el estado en ubicaciones determinadas por el DSHS. 
22 de abril : Dos condados reportan casos de COVID-19 por primera vez.  condado de Harris comienza a exigir el uso de cubiertas faciales durante 30 días, exigible con una multa de $ 1,000. 
23 de abril : La Comisión de Salud y Servicios Humanos de Texas recibe $ 54 millones a través de CARES ACT para brindar apoyo COVID-19 para servicios de discapacidad y geriátricos. 
24 de abril : Dos condados reportan casos de COVID-19 por primera vez. 
27 de abril : De conformidad con la orden ejecutiva que establece la Strike Force para Open Texas, Abbott publica el Informe del Gobernador de Texas para Open Texas , presentando un enfoque por fases para reabrir la economía del estado, esbozando un plan de tres fases para reabrir y relajar las restricciones en Texas empresas, además de brindar orientación sobre los protocolos sociales recientemente publicados por parte del gobernador y los oficiales principales de Strike Force para Open Texas. Abbott también describe tres fases para expandir las carreras por contrato.  Los límites y el calendario especificados en el plan de reapertura estatal invalidan las jurisdicciones locales.  La presidenta de la Universidad de Baylor, Linda Livingstone, anuncia la intención de la universidad de brindar instrucción en persona y residencia estudiantil en el otoño de 2020.
28 de abril : Dos condados reportan casos de COVID-19 por primera vez. 
30 de abril : Dos condados reportan casos de COVID-19 por primera vez. La orden de permanencia en casa termina en todo el estado de Texas. 

### Mayo
2 de mayo : El alcalde de Amarillo, Ginger Nelson, anuncia que se desplegará un equipo federal en la ciudad para sofocar las crecientes tasas de infección en la región.  El CDC asume el control de las investigaciones y pruebas en el área de Amarillo a instancias de Nelson. 
5 de mayo : Abbott modifica su horario de reapertura anterior, lo que permite que las barberías, peluquerías y salones de manicura comiencen a reabrir el 8 de mayo manteniendo el distanciamiento social. Se permite que los gimnasios y las instalaciones de ejercicio vuelvan a abrir a partir del 18 de mayo mientras estén en funcionamiento a un cuarto de ocupación.  Las ceremonias de graduación "híbridas" también están permitidas por el estado mientras se siguen las pautas de distanciamiento social.  El gobernador también anuncia la implementación de "Equipos de respuesta a sobretensiones" para los brotes que surjan durante la reapertura.  La Oficina de Administración de Tribunales de Texas proporciona orientación que permite a los tribunales iniciar procedimientos en persona sin jurado a partir del 1 de junio. 
6 de mayo : El estado, en cooperación con la Fundación OneStar, inicia el Fondo de Ayuda COVID de Texas como un mecanismo para otorgar fondos a organizaciones locales.  El Ayuntamiento de Houston aprueba un fondo de ayuda de $ 15 millones para ayudar a los inquilinos con pagos vencidos después de pérdidas salariales. 
8 de mayo : El número acumulado de muertes confirmadas por COVID-19 en Texas reportadas por el DSHS supera las 1,000.  pedidos para quedarse en casa en Austin se extienden hasta finales de mayo. 
11 de mayo : siguiendo las recomendaciones federales para evaluar a los residentes de hogares de ancianos, Abbott exige la prueba COVID-19 para todos los residentes y el personal de los hogares de ancianos, lo que cubre aproximadamente 230,000 personas.  Los departamentos de bomberos locales se unen a los esfuerzos de prueba en hogares de ancianos cuatro días después, tras una colaboración entre varias agencias estatales.  San Antonio extiende la prueba gratuita de COVID-19 a personas asintomáticas. 
12 de mayo : Abbott extiende la declaración de desastre en curso para el estado por segunda vez después de su emisión inicial el 13 de marzo.  La Comisión de Salud y Servicios Humanos de Texas (HHSC) está autorizada por el USDA para proporcionar $ 285 por niño para familias sin acceso a comidas escolares gratuitas o con descuento debido a COVID-19, que asciende a más de $ 1 mil millones para el estado en beneficios alimentarios.  El procurador general de Texas Ken Paxton escribe cartas a los condados de Bexar, Dallas y Travis ya los alcaldes de Austin y San Antonio calificando sus acciones de "estrictas e inconstitucionales" advirtiéndoles que no implementen restricciones más estrictas que las estatales.  
Soldados de la Guardia Nacional del Ejército de Texas fueron enviados a desinfectar hogares de ancianos en todo el estado el 13 de mayo.
13 de mayo : Los miembros de la Guardia Nacional de Texas se despliegan para desinfectar los hogares de ancianos y las instalaciones de vida asistida, que en ese momento representaron el 47 por ciento de las muertes del estado. 
16 de mayo : El DSHS informa 734 nuevos casos de COVID-19 en el área de Amarillo luego de las pruebas específicas de las instalaciones de envasado de carne en la región llevadas a cabo por un equipo de respuesta repentina a partir del 4 de mayo.  La afluencia de casos contribuye al mayor aumento en un solo día de casos de COVID-19 en el estado, con 1,801 casos nuevos.  Estos hallazgos condujeron al cierre de plantas con brotes con individuos positivos aislados en hoteles cercanos. 
18 de mayo : Texas entra en la Fase 2 del plan de reapertura del gobernador, lo que permite que más empresas abran o aumenten su capacidad activa. La fase de reapertura también permite que algunas empresas abran con prontitud;  Estos negocios incluyen guarderías, gimnasios e instalaciones para hacer ejercicio, fabricantes, establecimientos de masajes, edificios de oficinas y clubes juveniles.  restaurantes pueden comenzar a operar al 50 por ciento de su capacidad el 29 de mayo.  Otros negocios y actividades también tienen fechas de reapertura escalonadas según el plan de reapertura hasta el 15 de junio.  Abbott retrasa los horarios de reapertura en Deaf Smith , El Paso , Moore , Pottery los condados de Randall por una semana. 
21 de mayo : La jueza de la Corte Suprema de Texas, Debra Lehrmann , da positivo por COVID-19, convirtiéndose en el funcionario de más alto rango con un resultado positivo informado.  Abbott levanta todas las restricciones activas de viaje aéreo para los viajeros que llegan a Texas, poniendo fin al requisito obligatorio de auto cuarentena de 14 días.  Abbott también anuncia una apertura gradual de las oficinas de licencias de conducir a partir de principios de junio después de su cierre en marzo.  La HHSC amplía las pruebas de COVID-19 a todos los pacientes y al personal de sus 23 hospitales psiquiátricos y centros de residencia; en ese momento, había 161 casos positivos en esas instalaciones con al menos un caso en siete instalaciones.  CVS Pharmacyintroduce las pruebas de COVID-19 en 44 ubicaciones en el estado. 
22 de mayo : Abbott emite una orden ejecutiva para prohibir las visitas en persona en todas las cárceles municipales y del condado en el estado, con la excepción de las reuniones con abogados o clérigos. 
31 de mayo : El DSHS informa 1,949 nuevos casos de COVID-19, marcando el total diario más alto para mayo y estableciendo un nuevo récord para el total diario más alto de casos desde el comienzo de la pandemia en Texas.

### Junio
3 de junio : Texas entra en la Fase 3 del plan de reapertura de Abbott, lo que permite a la mayoría de las empresas aumentar la ocupación máxima al 50 por ciento. Los restaurantes pueden operar al 75 por ciento de su capacidad a partir del 21 de junio, mientras que los deportes universitarios al aire libre pueden reanudarse inmediatamente por primera vez. 
8 de junio : El DSHS informa 1.935 hospitalizaciones activas por COVID-19, lo que marca el número más alto desde el 5 de mayo.  TDEM comienza a aumentar los sitios de prueba de COVID-19 en comunidades minoritarias afectadas desproporcionadamente por la pandemia en Abilene , El Paso, Houston, Laredo , San Antonio, el área metropolitana de Midland-Odessa , el Valle del Río Grande y Texas Coastal Bend . Las pruebas también se incrementan en ciudades con grandes protestas en respuesta a la muerte de George Floyd . 
9 de junio : Las hospitalizaciones por COVID-19 en el estado alcanzan niveles récord por segundo día consecutivo, con 2,153 en total hospitalizados el 9 de junio, lo que representa un aumento del 42 por ciento en las hospitalizaciones desde el Día de los Caídos .  El DSHS atribuye el aumento en parte a los brotes en las cárceles estatales y plantas empacadoras de carne. 
16 de junio : Los alcaldes de Arlington , Austin, Dallas, El Paso, Grand Prairie , Fort Worth, Plano , Houston y San Antonio solicitan a Abbott que permita a los funcionarios locales exigir máscaras, afirmando que "un enfoque único para todos no es la mejor política de salud "en una carta a Abbott.  aumento de las hospitalizaciones hace que la ciudad de Austin y el condado de Travis prolonguen un mes las órdenes de quedarse en casa. 
19 de junio : El número acumulado de casos confirmados en Texas reportados por el DSHS supera los 100,000.  Se establece un nuevo récord de hospitalizaciones por COVID-19, con 2.947 personas, por séptimo día consecutivo. 
23 de junio : El estado reporta más de 5,000 casos nuevos de COVID-19 en un solo día por primera vez, documentando 5,489. Las hospitalizaciones relacionadas con COVID-19 también alcanzan un récord con 4.092.  Abbott da aprobación para que los alcaldes y jueces del condado promulguen restricciones en reuniones al aire libre con más de 100 personas, reduciendo el límite de tamaño de 500. Abbott también indica que la aplicación de respiradores está dentro del ámbito de los funcionarios locales.  Abbott ordena a la HHSC restablecer los estándares de salud y seguridad COVID-19 en los centros de cuidado infantil, revirtiendo el levantamiento de esos requisitos por parte de la agencia el 12 de junio. 
24 de junio : la tasa de positividad promedio de siete días (la proporción de casos positivos de COVID-19 con respecto a las pruebas realizadas) aumenta por encima del 10 por ciento, alcanzando niveles no vistos desde mediados de abril y alcanzando un umbral al que Abbott se refirió como una "bandera roja" en principios de mayo.  Connecticut, Nueva Jersey y Nueva York anuncian un "aviso de viaje conjunto" que exige cuarentenas para los viajeros que llegan de Texas y otros siete estados.  El TDEM y el Departamento Militar de Texas comienzan a distribuir máscaras de 3 capas libremente a las personas que realizan pruebas en sitios de prueba móviles administrados por el estado. 
25 de junio : Se establece un número récord de nuevos casos de COVID-19, 5.996, por tercer día consecutivo en Texas; los tres días contribuyen con más de 17.000 casos al recuento acumulativo de casos.  El Texas Medical Center , el centro médico más grande del mundo, informa una ocupación del 100 por ciento de la capacidad estándar de su unidad de cuidados intensivos , lo que obliga al centro a comenzar a utilizar la "capacidad de aumento" auxiliar.  Abbott suspende la reapertura de los negocios en el estado a medida que las hospitalizaciones y los nuevos casos de COVID-19 comienzan a aumentar rápidamente, aunque se mantienen las relajaciones previas de las restricciones de COVID-19. Los procedimientos médicos electivos están prohibidos por el gobernador en los condados de Bexar, Dallas, Harris y Travis para reducir la presión sobre la capacidad del hospital. 
26 de junio : Abbott comienza a revertir algunas de las restricciones levantadas de su plan anterior de reapertura estatal, emitiendo una orden ejecutiva que cierra rápidamente bares y negocios de rafting y tubing, además de restringir las comidas en interiores en restaurantes al 50 por ciento de su capacidad. La orden también requiere que la mayoría de las reuniones al aire libre con al menos 100 personas busquen la aprobación de los gobiernos locales.  jueza del condado de Harris, Lina Hidalgo, evalúa que el condado ha alcanzado el nivel de amenaza más alto, lo que indica un "nivel severo y descontrolado de COVID-19", y además pide el restablecimiento de una orden de permanencia en el hogar para el condado. a prohibir las reuniones al aire libre con más de 100 personas en partes no incorporadas del condado.  El condado de Tarrant comienza a exigir máscaras faciales en todas las empresas. 
27 de junio : el alcalde de Austin, Adler, informa que el área metropolitana del Gran Austin tiene la tasa de positividad más alta para las pruebas de COVID-19 de cualquier área metropolitana en los EE. UU. Durante la semana anterior.  San Antonio envía una alerta de emergencia instando a los residentes de San Antonio y del condado de Bexar a quedarse en casa después de que la ciudad informa un récord de 795 nuevos casos de COVID-19. 
29 de junio : los hospitales del Texas Medical Center (TMC) revisaron su cálculo de la capacidad de camas de la UCI, incluidas otras camas de hospital de TMC que se pueden convertir en camas de la UCI y la reasignación de personal y equipo. Esto redujo el uso total de la UCI de TMC el domingo del 93% al 72%.  TMC proporcionó una descripción general del uso y la capacidad actuales de las camas de la UCI. 
30 de junio : El DSHS informa 6,975 casos nuevos de COVID-19, lo que marca el total diario más alto para junio y establece un nuevo récord para el total de casos diarios más alto desde el comienzo de la pandemia en Texas.  Abbott extiende la prohibición de procedimientos médicos electivos a los condados de Cameron , Hidalgo , Nueces y Webb .  La Comisión del Condado de Harris vota para extender la declaración de desastre COVID-19 del condado, que incluye el uso obligatorio de máscaras, hasta el 26 de agosto. 

### Julio
1 de julio : El DSHS registra un récord de casos y hospitalizaciones por segundo día consecutivo. Los nuevos casos son predominantemente entre cohortes más jóvenes y brotes en centros de cuidado infantil.  Austin City Limits , uno de los festivales musicales anuales más importantes de Estados Unidos, se cancela. 
2 de julio : Abbott ordena el uso de cubiertas faciales en espacios públicos a través de una orden ejecutiva, indicando que es "una de las formas más efectivas que tenemos para frenar la propagación del COVID-19".  La orden también estipula una advertencia escrita y oral para las primeras violaciones del mandato de la máscara y multas de hasta $ 250 por cada violación posterior. Los condados con 20 o menos casos activos de COVID-19 pueden optar por no recibir la orden.  niños menores de 10 años, las personas con una afección médica que interfiera están exentos de la orden, así como las personas que asisten a la iglesia, votan en los lugares de votación o hacen ejercicio al aire libre. El alcalde de Austin, Adler, emite una orden ejecutiva que restringe las reuniones con más de 10 personas fuera de los servicios de cuidado infantil, reuniones religiosas y deportes recreativos. 
4 de julio : El estado establece un récord de nuevos casos de COVID-19 en un solo día, con 8.258, y un récord de hospitalizaciones activas por COVID-19, con 7.890; este último representa el sexto día consecutivo de aumento de hospitalizaciones en todo el estado.  parques y playas de todo el estado permanecen cerrados durante el fin de semana del Día de la Independencia . 
6 de julio : Cincuenta miembros del personal y feligreses de Calvary Chapel en Universal City dieron positivo por COVID-19 después de semanas de celebrar servicios mientras seguían "la letra de la ley" sobre la reapertura. El pastor Ron Arbaugh, quien dio positivo junto con su esposa, asumió la responsabilidad de permitir que los feligreses se abrazaran dentro de la iglesia. 
7 de julio : Se confirman por primera vez más de 10,000 nuevos casos de COVID-19, superando el récord anterior establecido el 4 de julio. El día termina con un número récord de hospitalizaciones por décimo día consecutivo, con 9.268 COVID-19 hospitalizaciones. El DSHS también informa el mayor aumento en un solo día de muertes por COVID-19 con 60, rompiendo un récord establecido el 14 de mayo.  La Feria Estatal de Texas , generalmente programada para el otoño, se cancela por primera vez. desde la Segunda Guerra Mundial . 
8 de julio: Las muertes diarias registradas aumentaron a un nuevo máximo de 98, desde el récord del día anterior de 60. Las tasas de infección actuales producirán muertes diarias de 200 a 300 en aproximadamente dos semanas.
9 de julio: El número de muertes diarias registradas supera las 100 por primera vez.
13 de julio: El número de casos nuevos sigue aumentando rápidamente. Se espera que la gravedad se mantenga en los condados central, sur y oeste mientras se enfría en el norte. Se espera que el promedio de casos nuevos por día en Dallas aumente 116 adicionales en dos semanas después del 13 de julio. 
15 de julio: Texas estableció un récord de casos nuevos en todo el estado, llegando a 10,975 casos nuevos el 15 de julio; esto contribuyó a un total de 289,837 casos en Texas, incluidas 105 muertes, con cifras en la cuarta ciudad más grande del país, Houston, que llegó a 32,695, incluidas 304 muertes.  Si bien son la "mayor concentración" de personas en Texas, Houston y el condado de Harris en total mantienen un número promedio de infecciones y muertes per cápita.
17 de julio: Se agregan 14,916 nuevos casos de infección y 174 muertes relacionadas con covid. El número total de casos de infección registrados ha superado los 300.000. La acumulación de casos de 200.000 a 300.000 casos tomó 10 días. Los 100.000 casos adicionales anteriores se llevaron a cabo durante 17 días. 85 bebés menores de un año dan positivo en el condado de Nueces. Durante la semana anterior, 328 personas dieron positivo por COVID-19 de 860 pruebas en el condado de Nueces, una tasa de positividad del 38%. 
19 de julio : El gobernador Abbott anuncia que cinco equipos de la Armada de los Estados Unidos serán enviados a hospitales en Harlingen , Del Rio , Eagle Pass y Rio Grande City . En el Valle del Río Grande , los operadores de ambulancias que intentaban llevar a los pacientes a las salas de emergencia informaron haber esperado hasta diez horas. 
20 de julio : El contralor de Texas predice un déficit presupuestario de $ 4.6 mil millones debido al coronavirus. 
22 de julio: Una nueva cifra más alta de muertes por día, con 197 muertes registradas; El Departamento de Servicios de Salud del Estado también informó 9,879 casos nuevos en Texas. 
23 de julio: Starr County Memorial Hospital, el único hospital en un condado de aproximadamente 64,700 personas, formó un comité de ética y un comité de clasificación para determinar qué pacientes enfermos serían tratados localmente, cuáles serían transferidos a otros hospitales y cuáles serían enviados a casa. 
24 de julio: Los datos que incluyen cifras extraídas del Departamento de Servicios de Salud del Estado de Texas por The Texas Tribune marcaron 10,036 hospitalizados con diagnósticos confirmados de COVID-19 y 369,826 casos reportados en 250 condados. 
25 de julio: Por cuarto día, Texas continúa liderando el número de muertes por Covid entre los estados de EE. UU. Además, sus 1.020 muertes reportadas en una semana (1/6 del número en los EE. UU.) Es mayor que 882 en Florida, 652 en California o 67 en Nueva York.
27 de julio: En esta fecha, DSHS anunció que debido a un cambio reciente en su sistema de informes, un "error de automatización" provocó que 225 muertes en Texas esta semana se informaran incorrectamente como muertes por COVID-19. DSHS corrigió este error, reduciendo el número oficial de muertos el 27 de julio de 675 a 451, el 28 de julio de 164 a 161, y el 29 de julio de 313 a 302.  Las 451 muertes correctamente reportadas el 27 de julio fueron no obstante, el mayor número de muertos por COVID-19 en un solo día en Texas hasta la fecha.
29 de julio: El número total de muertes por COVID-19 en Texas superó las 6.000 y el número total de infecciones detectadas superó los 400.000 casos.  representante del Congreso Louie Gohmert (R) de Texas, que se opone a usar máscaras, se infectó.

### Agosto
3 de agosto: El DSHS de Texas no informó de muertes, la agencia estatal está aumentando las demoras en los informes y caducidades
11 de agosto: Texas se convirtió en el tercer estado de los EE. UU. Después de California y Florida en superar los 500.000 casos en total.  En términos per cápita, Texas ocupa el puesto 12 entre los estados de EE. UU., Con Luisiana, Florida, Arizona, Misisipi y Georgia a la cabeza. 
12 de agosto: DSHS informa 322 muertes por COVID-19, la cifra diaria de muertes más alta de agosto.
14 de agosto: Los Houston Texans anuncian que no habrá aficionados en el NRG Stadium durante el primer partido en casa el 20 de septiembre. 
17 de agosto: DSHS informó que las muertes por COVID-19 en Texas ahora superan las 10,000, duplicándose en solo 23 días. 
27 de agosto: DSHS informó que las muertes por COVID-19 en Texas ahora superan las 12,000.

### Septiembre
1 de septiembre: Durante agosto, el DSFS de Texas agregó 5,844 casos de muerte asignados por COVID (esto es un 55% más que en California y dos veces más per cápita; y 35 veces más que en Nueva York, que fue muy afectada al principio), en comparación con 4.356 de julio. El número total de muertos antes de julio fue de 2.481.
23 de septiembre: Para el 23 de septiembre, las ciudades universitarias de Texas se han convertido en nuevos puntos calientes. Los casos aumentaron entre los estudiantes mientras los administradores universitarios luchaban por cómo evitar que las infecciones se propagaran más allá de la universidad. Se cree que la propagación se debe a las fiestas fuera del campus. Las fiestas de Texas Tech se han publicado en las redes sociales y están siendo investigadas por funcionarios universitarios. La escuela ha reportado más de 1,400 casos de COVID. Otras métricas, como las hospitalizaciones diarias, han ido disminuyendo, pero algunos condados informan un "leve aumento" desde que los estudiantes regresaron al campus. 

### Octubre
29 de octubre: Los hospitales más grandes en Lubbock, Amarillo y El Paso no tenían espacio disponible para aceptar transferencias de pacientes de Covid gravemente enfermos de áreas rurales. 

### Noviembre
21 de noviembre: Según el Departamento de Servicios de Salud del Estado de Texas, el número de nuevas infecciones comenzó a superar las 12.000 por día. Las muertes también han aumentado. A pesar de las expectativas de sentido común, las tasas de infección y muerte ya son sustancialmente más altas en los condados rurales, y la diferencia con las principales áreas metropolitanas está aumentando. Por ejemplo, los condados de Hale, Lamb y Hockey (al norte y al oeste de Lubbock) registraron en conjunto 164 muertes, muy cerca de 163 en Williamson (parte norte del metro de Austin). Sin embargo, la población en el condado de Williamson es de aproximadamente 590,000, que es mucho más alta que la población de aproximadamente 72,000 para esos tres condados combinados (Hale, Lamb, Hockey).
25 de noviembre: El número de nuevas infecciones agregadas diariamente por primera vez superó las 15 mil, después de superar las 14 mil ayer, 24 de noviembre.
26 de noviembre: Volviendo a la comparación mostrada para el 21 de noviembre entre áreas rurales y metropolitanas: según el DSHS de Texas, en 5 días entre el 21 y el 26 de noviembre, los tres condados mencionados agregaron 18 casos de muerte, mientras que el condado de Williamson agregó solo 2, y esto se calcula como aproximadamente Diferencia de 50 veces en la tasa de mortalidad actual per cápita.

## Respuestas
| Fecha               | Acción tomada |
| ------------------- | --- |
| 13 de marzo de 2020 | Estado de desastre declarado. |
| 18 de marzo de 2020 | Exención emitida para permitir que los restaurantes y bares entreguen alcohol junto con la compra de alimentos.                                                                                                   |
| 19 de marzo de 2020 | Se extendió la fecha de vencimiento de la licencia de conducir y se cerraron las oficinas de licencias de conducir.                                                                                               |
| 19 de marzo de 2020 | Se emite una orden de facto de quedarse en casa. |
| 20 de marzo de 2020 | Ordenó la prohibición temporal de comidas y bares / restaurantes, junto con el cierre de gimnasios. |
| 20 de marzo de 2020 | Prohibidas las reuniones sociales en las que participen más de 10 personas. |
| 22 de marzo de 2020 | Suspensión de procedimientos médicos electivos o no esenciales. |
| 26 de marzo de 2020 | Cuarentenas de 14 días exigidas a los viajeros que llegan de los puntos calientes de la pandemia en los EE. UU.                                                                                                   |
| 31 de marzo de 2020 | Emitidos protocolos de distanciamiento social. |
| 31 de marzo de 2020 | Todos los negocios no esenciales obligados a cerrar durante 30 días. |
| 7 de abril de 2020  | Parques estatales y sitios históricos cerrados. |
| 20 de abril de 2020 | Reabrieron parques estatales y sitios históricos. |
| 24 de abril de 2020 | Las tiendas minoristas permiten entregar productos a los clientes. |
| 30 de abril de 2020 | La orden de facto para quedarse en casa venció. |
| 1 de mayo de 2020   | Inicio de la Fase I: Se permite que los establecimientos minoristas, restaurantes, cines, centros comerciales, bibliotecas y museos operen al 25% de ocupación.                                                   |
| 5 de mayo de 2020   | Salones de belleza y piscinas autorizados a reabrir. |
| 18 de mayo de 2020  | Inicio de la Fase II: Reapertura de diferentes tipos de negocios. La mayoría de las empresas pueden operar al 25% de ocupación. El límite de ocupación del restaurante aumentó al 50%.                            |
| 3 de junio de 2020  | Inicio de la Fase III: Todas las empresas pueden operar hasta al 50% de su capacidad. Algunas empresas pueden operar al 100%. No hay límites de capacidad en la mayoría de las áreas al aire libre.               |
| 12 de junio de 2020 | El límite de ocupación del restaurante aumentó al 75%. |
| 26 de junio de 2020 | Se ordenó el cierre de bares y se redujo el límite de capacidad de los restaurantes al 50%. Las reuniones al aire libre de más de 100 personas están prohibidas a menos que se reciba la aprobación del gobierno. |
| 3 de julio de 2020  | No se permiten reuniones de más de 10 personas a menos que se reciba la aprobación del gobierno local. |
| 3 de julio de 2020  | Máscaras obligatorias en espacios públicos cerrados en todos los condados con al menos 20 casos confirmados. |

### Respuestas estatales

#### Pruebas
Al 11 de julio de 2020 , el DSHS ha informado de 2,7 millones de pruebas de COVID-19; de estos, 2,49 millones fueron pruebas virales, mientras que 217.000 fueron pruebas de anticuerpos . El número total de pruebas pasó 100.000 el 9 de abril y pasó 1 millón el 28 de mayo de 2020.  A mediados de febrero, el DSHS proporcionó esquemas de protocolos para pacientes con coronavirus a instalaciones médicas en todo el estado. Los posibles casos debían notificarse a los departamentos de salud locales, y las posibles muestras virales se enviarían a los CDC en Atlanta.  La agencia también preparó laboratorios para realizar pruebas del virus en Texas utilizando kits proporcionados por los CDC. El DSHS y TDEM iniciaron reuniones quincenales de planificación de emergencias con otras agencias estatales después del 27 de febrero.  Un laboratorio de la Universidad Tecnológica de Texas en Lubbock se convirtió en el primer laboratorio en realizar pruebas para el SARS-CoV-2 en Texas.  Para el 5 de marzo, seis de los diez laboratorios de salud que componen la Red de Respuesta de Laboratorios del estado estaban listos para las pruebas de COVID-19.  La Guardia Nacional de Texas comenzó a apoyar los esfuerzos de prueba el 27 de marzo. 

#### Acciones iniciales y primer bloqueo
La Guardia Nacional de Texas fue desplegada para ayudar en los esfuerzos de prevención y pruebas de COVID-19
En marzo de 2020, The Texas Tribune describió la respuesta a la pandemia del estado como un "sistema de mosaico" caracterizado por su naturaleza descentralizada y su dependencia de las políticas promulgadas localmente.  Al mes siguiente, WalletHub clasificó a Texas como uno de los 10 estados menos agresivos para limitar la exposición al COVID-19 en función de decisiones políticas, factores de riesgo e infraestructura. 
El DSHS activó un Centro de Operaciones Médicas Estatales (SMOC) virtual en enero de 2020 para coordinar la recopilación de datos y las actividades entre las agencias estatales y locales. El departamento y los departamentos de salud locales también comenzaron a evaluar a los viajeros recientes a la provincia de Hubei.en China con enfermedades respiratorias para posibles pruebas de SARS-CoV-2, alentando a las personas a "comunicarse con su proveedor de atención médica si desarrollan fiebre, tos o dificultad para respirar dentro de los 14 días de estar en Hubei". La División de Manejo de Emergencias de Texas (TDEM) se encargó de la coordinación logística de suministros de salud con los grupos locales. Abbott celebró una sesión informativa el 27 de enero sobre el brote de COVID-19; La comisionada del HHS, Courtney Philips, el comisionado de servicios de salud de DSHS, John William Hellerstedt, y el jefe de TDEM, Nim Kidd, brindaron la sesión informativa.  El 30 de enero de Abbott se unió a otros gobernadores de los estados, en una teleconferencia con el Departamento de Salud y Servicios Humanos de Secretario Alex Azar , director de los CDC Robert Redfield, Anthony Fauci , director del Instituto Nacional de Alergias y Enfermedades Infecciosas , y otros funcionarios de salud para discutir estrategias de prevención y mitigación de enfermedades.  Los funcionarios estatales de la gestión de emergencias, los servicios de salud, las fuerzas del orden, las escuelas públicas y las universidades también se reunieron la misma mañana para describir la logística y la información sobre el coronavirus. 
Abbott declaró un estado de desastre para todos los condados de Texas el 13 de marzo, lo que otorgó poderes de emergencia a Abbott y su administración para ordenar cierres.  A lo largo de marzo, el estado renunció a varias regulaciones económicas y de salud.  Éstos incluían la exención de las reglamentaciones sobre el transporte por carretera y las licencias para los conductores, la entrega de bebidas alcohólicas desde bares y restaurantes y las reglamentaciones de Medicaid.  Abbott y el Departamento de Seguros de Texas (TDI) solicitaron a las aseguradoras de salud y las organizaciones de mantenimiento de la salud que renunciaran a los costos relacionados con la pandemia para los pacientes el 5 de marzo. La Corte Suprema de Texas dictaminó suspender la mayoría de los procedimientos de desalojo por al menos un mes el 19 de marzo.  Se renunciaron varias regulaciones para aumentar la fuerza laboral médica del estado;  enfermeras inactivas y jubiladas se les permitió reactivar sus licencias y se aceleró la concesión de licencias temporales para los profesionales médicos de otros estados.  Se autorizó a los gobiernos locales a retrasar las elecciones locales para 2020 .  El gobierno federal proporcionó $ 628,8 millones en subvenciones de asistencia pública a Texas a través de FEMA luego de una declaración federal de desastre el 25 de marzo. También se distribuyeron fondos federales adicionales a través de la Ley CARES, Small Business Administration, 
El 19 de marzo, Abbott ordenó la prohibición temporal de comer en bares y restaurantes y el cierre de gimnasios a partir del día siguiente en una serie de órdenes ejecutivas. También se prohibieron las reuniones sociales en las que participaran más de 10 personas.  Dos días después, se permitió a los hospitales tener más de un paciente por habitación y se ordenó la suspensión de los procedimientos médicos "electivos o no esenciales".  Surgió una disputa legal después de que el fiscal general Ken Paxton confirmara que la mayoría de los abortos estaban incluidos en la suspensión .  El Tribunal de Distrito de los Estados Unidos para el Distrito Oeste de Texasbloqueó la prohibición del aborto el 30 de marzo, que fue revocada por la Corte de Apelaciones del Quinto Circuito de los Estados Unidos el 31 de marzo.  Un panel de tres jueces en el Quinto Circuito reafirmó la prohibición el 10 de abril.  Texas se convirtió en el estado número 21 en activar su Guardia Nacional el 17 de marzo.  El estado ordenó cuarentenas de 14 días para los viajeros que llegaran de los puntos calientes de la pandemia en los EE. UU. A partir del 26 de marzo hasta que se levantaron todas las restricciones de viaje el 21 de mayo.  Abbott inicialmente se pronunció en contra de las órdenes estatales de refugio en el lugar o de quedarse en el hogar debido al hecho de que más de 200 condados no tenían ningún caso a mediados de marzo.  Sin embargo, Abbott emitió unorden de facto de quedarse en casa el 31 de mayo que ordena a todos los tejanos que permanezcan en casa a menos que realicen actividades y servicios esenciales y que "minimicen las reuniones sociales y el contacto en persona con personas que no están en el mismo hogar". La orden eximía los lugares de culto como servicios esenciales (sujetos a distanciamiento social), pero Abbott aún recomendaba que se llevaran a cabo servicios remotos. Abbott evitó específicamente el uso de los términos "orden de quedarse en casa" o "refugio en el lugar" para describir la orden, argumentando que eran nombres inapropiados ( refugio en el lugar generalmente se refería a situaciones de emergencia) o no reflejar el objetivo del pedido. 
Los sitios históricos y los parques estatales de la Comisión Histórica de Texas se cerraron a partir de las 5 p. m. del 7 de abril  El 20 de mayo, el gobernador, el vicegobernador y el presidente de la Cámara publicaron una carta que detallaba un plan para reducir el presupuesto de muchas agencias estatales por 5 por ciento como parte de la preparación del estado para el impacto económico de COVID-19.

#### Esfuerzos de reapertura
El gobernador Greg Abbott se reunió con el presidente de Estados Unidos, Donald Trump, en la Oficina Oval el 7 de mayo para discutir la pandemia.
Entre mayo y junio de 2020, el gobierno del estado de Texas comenzó a flexibilizar las restricciones a las empresas y actividades en una serie de fases en medio de la pandemia, lo que permitió que las empresas reabrieran y operaran con mayor capacidad.  Texas fue uno de los primeros estados en publicar un calendario para levantar las restricciones y el plan subyacente fue uno de los más expansivos del país para reabrir negocios.  Comenzó con la Fase I el 1 de mayo y continuó hasta la Fase III el 3 de junio. Abbott suspendió el proceso de reapertura el 25 de junio luego de un rápido aumento de casos de COVID-19 113 días después de que se confirmó el primer caso en Texas. . 
El 23 de marzo, el vicegobernador Dan Patrick hizo declaraciones controvertidas en el programa Tucker Carlson Tonight de Fox News , diciendo que "como un ciudadano mayor", estaba "dispuesto a arriesgar [su] supervivencia a cambio de mantener el Estados Unidos que todo Estados Unidos ama a [sus] hijos y nietos ", sugiriendo más tarde que los abuelos del país harían lo mismo y defendiendo que Estados Unidos" vuelva al trabajo ".  Mientras Patrick parecía insinuar que valía la pena sacrificar vidas por la salud de la economía, sus comentarios generaron críticas en Twitter, donde el hashtag # NotDying4WallStreet fue tendencia.  Gobernador de Nueva York, Andrew CuomoComentó en Twitter que "nadie debería estar hablando de darwinismo social por el bien de la bolsa".  El consejo editorial del Fort Worth Star-Telegram caracterizó los comentarios de Patrick como "morbosos" y una "receta para avergonzar a Texas".  El 7 de abril, aproximadamente un mes después de que se confirmara el primer caso de COVID-19 de no evacuados en Texas,  Patrick creó un grupo de trabajo para planificar la recuperación de la economía de Texas en caso de que reabrieran empresas e industrias.  Dos días después, Abbott declaró que su administración estaba "trabajando en estrategias muy agresivas para asegurarse de que Texas [fuera] el primero en volver al trabajo". El 17 de abril, Abbott inició el proceso de reapertura de la economía de Texas  estableciendo la Strike Force To Open Texas en una orden ejecutiva para "estudiar y hacer recomendaciones ... para revitalizar la economía de Texas".  El equipo incluye líderes estatales, expertos médicos y un grupo asesor empresarial; todos los miembros consultores eran miembros del Partido Republicano. Abbott emitió dos órdenes ejecutivas adicionales que relajan las restricciones de COVID-19: la orden ejecutiva GA-15 permitió a los profesionales e instalaciones de atención médica con licencia realizar procedimientos médicos electivos si no interferían con la capacidad provista para COVID-19, mientras que la orden ejecutiva GA-16 permitía tiendas minoristas para entregar productos a los clientes a partir del 24 de abril como parte de un modelo "Retail-To-Go".  Los parques estatales también recibieron la orden de reabrir con las regulaciones COVID-19 el 20 de abril. 
Abbott anunció un enfoque gradual para reabrir la economía de Texas el 27 de abril, y el estado entró en la Fase I del plan el 1 de mayo.  La primera fase permitió la operación de establecimientos minoristas, restaurantes, cines, centros comerciales, bibliotecas y museos con una ocupación del 25 por ciento y con protocolos de salud establecidos; estas restricciones relajadas sustituyeron a todas las órdenes locales.  empresas en condados con cinco o menos casos de COVID-19 pudieron operar con mayor ocupación una vez que la Fase I entró en vigencia.  La facto en todo el estado y ama de casa orden emitida el 19 de marzo se permitió que expira el 30 de abril Tras la presión intrapartidaria, Abbott autorizó la reapertura de peluquerías y piscinas el 5 de mayo.  Abbott anunció el inicio de la Fase II del plan de reapertura el 18 de mayo, en virtud de la cual los centros de cuidado infantil, de masajes y de cuidado personal y de jóvenes se permitió que los clubes abrieran rápidamente. La fase también permitió que los inquilinos de bares y edificios de oficinas comenzaran a operar con ocupación limitada, además de aumentar el límite de ocupación de restaurantes al 50 por ciento. Otros tipos de negocios recibieron fechas de apertura escalonadas hasta el 31 de mayo en la Fase II. La fase III de la reapertura se implementó el 3 de junio, lo que permitió el aumento inmediato de todas las operaciones comerciales al 50 por ciento de la capacidad. La fase también proporcionó un calendario para que los parques de atracciones, carnavales y restaurantes comenzaran a aumentar su capacidad más allá del 18 de junio.  Abbott anunció el 18 de junio que las escuelas públicas de Texas abrirían para el otoño de 2020.  El 25 de junio. , Abbott promulgó una "pausa temporal" en la reapertura de la economía del estado luego de aumentos récord en los casos de COVID-19.  Al día siguiente, Abbott emitió una orden ejecutiva de cierre de bares y negocios de rafting / tubing, lo que representa los primeros retrocesos en el plan de reapertura. 
El 25 de abril, las encuestas de la Universidad de Texas y el Texas Tribune encontraron que el 56 por ciento de los votantes encuestados aprobaron la respuesta de Abbott a la pandemia, incluido el 56 por ciento de los republicanos y el 30 por ciento de los demócratas.  La aprobación positiva de la respuesta de Abbott a la pandemia también fue encontrada por una encuesta de Dallas Morning News / Universidad de Texas en Tyler , con votantes registrados aprobando por un margen de aproximadamente 3 a 1. Una encuesta realizada por la Asociación de Restaurantes de Texas y publicada el 2 de mayo encontró que el 47 por ciento de los 401 restaurantes que respondieron declararon que no reabrirían a pesar de la autorización de la Fase I del plan de reapertura de Abbott; El 43 por ciento tenía la intención de abrir, mientras que el 9 por ciento restante no estaba seguro.  Una encuesta de la Universidad de Quinnipiac de votantes registrados publicada el 3 de junio encontró que el 49 por ciento aprobó el manejo de Abbott de las restricciones de estancia en casa, mientras que el 38 por ciento creía que Abbott se movió "demasiado rápido" con la reapertura.  Una encuesta de 1.212 votantes registrados en Texas realizada por YouGov y patrocinada por CBS Newsentre el 7 y el 10 de julio, se encontró que el 61 por ciento de los encuestados creía que el estado actuó "demasiado rápido" en "reabrir la economía y eliminar las restricciones para quedarse en casa". 
Las reacciones a los esfuerzos iniciales para reabrir las empresas de Texas estuvieron plagadas de divisiones partidistas,  con la reacción general descrita como "mixta" por varias agencias de noticias.  Nueve miembros del Texas Freedom Caucus en la Cámara de Representantes de Texas enviaron una carta a Abbott el 14 de abril presionando para que se flexibilizaran las restricciones comerciales "en la mayor medida posible".  Tras el primer anuncio de reaperturas el 17 de abril, el representante de Texas Chris Turner , líder del Caucus Demócrata de la Cámara de Representantes de Texas, dijo que Texas necesitaba tener "pruebas generalizadas disponibles" antes de reabrir negocios. Muchos expertos en salud pública elogiaron el enfoque por fases, pero reiteraron la necesidad de aumentar las pruebas en el estado. Otros opinaron que la reapertura comenzó antes de que se tomaran las medidas adecuadas para reducir la propagación de la enfermedad.  A medida que avanzaba el plan de reapertura, los legisladores republicanos presionaron a Abbott para abrir sectores comerciales adicionales y acelerar el proceso de reapertura, mientras que los legisladores demócratas criticaron al gobernador por el rápido ritmo de reapertura.  La falta de una política coherente a nivel estatal y local durante la reapertura y la decisión de Abbott de anular las sanciones penales por violaciones también generó críticas. La Asociación de Abogados de Distrito y Condado de Texasdeclaró que había "pocos incentivos para arriesgar sus propios cuellos para hacer cumplir una orden que podría ser invalidada al día siguiente" en una guía para los fiscales estatales.  Después de la pausa de la reapertura y el posterior retroceso, algunos atribuyeron el aumento simultáneo de casos a la reapertura.  Hidalgo afirmó que la reapertura ocurrió "demasiado rápido" y que otras comunidades que buscan reabrir necesitarían prestar atención al aumento en los casos como "una palabra de advertencia".  Abbott declaró en una entrevista con KVIA-TV en El Paso que "si pudiera volver atrás y rehacer algo, probablemente habría sido reducir la velocidad para abrir barras, ahora viendo las consecuencias de la rapidez con que se propagó el coronavirus en la configuración del bar ".

#### Restricciones de junio a julio de 2020
En una conferencia de prensa el 5 de mayo, Abbott indicó que su administración estaba enfatizando la tasa de positividad del COVID-19 del estado para evaluar la reapertura de negocios de Texas que comenzó formalmente el 1 de mayo.  mediados de junio, se permitió que los restaurantes operaran en mayor capacidad y la mayoría de las empresas se abrieron bajo la Fase III del plan de reapertura del estado. Tras un brote pronunciado de COVID-19 en el estado (con el promedio semanal de nuevos casos aumentando en un 79 por ciento) y un gran aumento en las hospitalizaciones, Abbott detuvo el proceso de reapertura el 25 de junio.  El 26 de junio, se ordenó el cierre de bares y se ordenó a los restaurantes que redujeran su capacidad operativa máxima al 50 por ciento, llamó a Abbott "la acción más drástica hasta ahora para responder al aumento de coronavirus posterior a la reapertura en Texas". También se ordenó el cierre de los negocios y se prohibieron las reuniones al aire libre de más de 100 personas sin la aprobación del gobierno local.  Los cierres obligatorios hicieron de Texas el primer estado de EE. UU. En restablecer las restricciones y cierres después de la reapertura. 
Solo el 2 de julio, cuando Texas ya había registrado más del doble de infecciones en toda China, Abbott anunció algunas pequeñas medidas en una orden ejecutiva efectiva la tarde del 3 de julio que requieren la aprobación del gobierno local para reuniones de 10 o más personas. En los condados con al menos 20 casos confirmados, la orden exigía máscaras en espacios públicos cerrados y cuando el distanciamiento social no era factible (sujeto a multas de hasta $ 250 por infracciones múltiples).  La Asociación Médica de Texas apoyó el mandato de la máscara. Sin embargo, el gobernador fue reprendido por los demócratas por ser demasiado lento para reaccionar ante el resurgimiento de los casos y por los republicanos por sobrepasar su mandato e infringir las libertades personales. El portavoz del Partido Demócrata de Texas, Abhi Rahman, emitió un comunicado diciendo que la orden era "demasiado pequeña, demasiado tarde" y criticó a Abbot por "[liderar] desde atrás".  El representante estatal republicano Jonathan Stickland tuiteó "¡[Abbott] cree que es REY!"  Seis partidos republicanos del condado censuraron formalmente a Abbott por su uso del poder ejecutivo para responder a la pandemia, incluso en los condados de Montgomery y Denton .  Algunas agencias locales de aplicación de la ley optaron por no hacer cumplir el mandato. 

### Respuestas locales
El 2 de marzo, el alcalde de San Antonio, Ron Nirenberg, y el condado de Bexar declararon un "estado local de desastre y una emergencia de salud pública" después de que los CDC liberaran por error a una persona de la cuarentena en la Base Conjunta de San Antonio antes de que una tercera prueba de coronavirus arrojara un resultado positivo.  Posteriormente, la ciudad solicitó al gobierno federal que extendiera la cuarentena de ciudadanos estadounidenses en la Base Conjunta de San Antonio; la petición fue denegada por el juez Xavier Rodríguez en el Tribunal de Distrito de los Estados Unidos para el Distrito Oeste de Texas .  Tanto la ciudad de Dallas como el condado de Dallashan declarado un "desastre local de emergencia de salud pública". 
Abbott dejó la decisión a los gobiernos locales para establecer pautas más estrictas. Dos horas después, el juez del condado de Dallas Clay Jenkins ordenó a los residentes del condado de Dallas que se refugiaran en el lugar a partir de las 11:59  p. m. al día siguiente.  Un día después, el 23 de marzo, Bell ,  Bexar ,  Brazos ,  Cameron ,  Hunt ,  McLennan ,  Stephens  condados y la ciudad de Forney ,  emitieron un albergue para sus comunidades.Los condados de Collin ,  Galveston ,  Harris ,  Travis ,  y Williamson  emitieron las mismas medidas el 24 de marzo. Sin embargo, el condado de Collin tenía pautas más relajadas para su refugio en orden de lugar . La orden del condado de Collin declaró que todos los negocios son esenciales y se les permitiría permanecer abiertos siempre que siguieran las pautas de distancia física. 
Austin, la cancelación del festival South by Southwest fue recibida con la respuesta de los dueños de bares en 6th St, quienes cerraron sus ventanas con tablas para evitar robos debido al exceso de existencias en preparación para SXSW, que había ganado popularidad de 700 asistentes en 1987 a más de 280,000 asistentes en 2019 y un impacto económico en la economía de Austin de $ 355.9 millones.  Los artesanos locales adornaron los escaparates de las tiendas tapiadas con arte callejero que capturaba el estado de ánimo de la época y mostraba tanto la desesperación como las declaraciones de triunfo final. 
A mediados de junio de 2020, algunos funcionarios del condado solicitaron que el gobernador les otorgara el poder de multar a las personas por no usar una máscara en público, ya que los gobiernos locales tenían prohibido hacerlo por orden del gobernador; el gobernador se negó.  Nelson Wolff , el juez del condado de Bexar , encontró una laguna en la orden y el 17 de junio emitió una orden para multar a las empresas por permitir la entrada de clientes sin máscara. Otros condados y ciudades siguieron su ejemplo. En respuesta, el gobernador dijo que ese había sido "el plan desde el principio", del que algunos funcionarios locales dudaron,  y que el juez "finalmente se dio cuenta". Esto enfureció a algunas personas en áreas donde la gente había estado muriendo de COVID-19. 
Condado de Nacogdoches sheriff Jason Bridges anunció que no se puede ejecutar la orden de máscara en todo el estado, porque era "límite infringir algunos derechos constitucionales ...", a pesar de que los expertos legales agr  ee tales medidas son constitucionales en virtud del estado de poder de policía .  Bridges dijo que hacer cumplir las medidas de salud pública durante la pandemia "no es algo que tengamos tiempo para hacer", a pesar del acuerdo de los expertos en salud de que el uso de mascarillas reduce la transmisión de manera significativa. 
Durante una conferencia de prensa el 14 de julio, el alcalde de Houston, Sylvester Turner, junto con el Dr. David Persse y el jefe del Departamento de Bomberos de Houston, Sam Pena, anunciaron que el grupo de trabajo médico del Ejército llegó el lunes 13 de julio para ayudar a acelerar la respuesta de la ciudad al COVID-19 con planes para abrir más instalaciones como centros médicos.  Durante el fin de semana anterior, Turner dijo que propuso un cierre de Abbott de dos semanas para ayudar a frenar las tasas al alza; Hidalgo, uno de los primeros defensores de la extensión del cierre, expresó su apoyo a otro cierre. Durante una conferencia de prensa el 15 de julio, Turner anunció 16 nuevas muertes relacionadas con COVID-19, así como dos nuevos sitios de prueba para manejar la demanda de los residentes que buscan pruebas en respuesta al aumento de casos de coronavirus, pidiendo un cumplimiento mínimo del 90 por ciento de los residentes para la medidas de seguridad para ser eficaces.  En una conferencia de prensa del 15 de julio, el alcalde de Houston, Sylvester Turner, anunció 16 nuevas muertes relacionadas con COVID-19, así como dos nuevos sitios de prueba para manejar la demanda de los residentes que buscan pruebas en respuesta al aumento de casos de coronavirus, pidiendo un mínimo de 90 porcentaje de cumplimiento por parte de los residentes para que las medidas de seguridad sean efectivas. 
El 29 de octubre, el fiscal general de Texas Ken Paxton impugnó el cierre de dos semanas de negocios no esenciales ordenado por el juez del condado de El Paso, Ricardo Samaniego. El Paso tenía recuentos de casos diarios de más de 1,000 por día y los hospitales estaban abrumados, con el 44% de los pacientes en tratamiento por COVID-19. 

#### Respuestas empresariales y comunitarias
HEB , en enero de 2020, activó un plan integral de manejo de emergencias pandémicas concebido por primera vez en 2009 en respuesta a las preocupaciones sobre el H1N1 .  Otras empresas esenciales comenzaron colectivamente a limitar las horas de funcionamiento, proporcionando experiencias previamente en la tienda en formas agradables para llevar, restringiendo los puntos de entrada y requiriendo el uso de desinfectante o máscaras faciales para todos los clientes. Muchos restaurantes comenzaron a ofrecer ingredientes preparados previamente para recrear sus experiencias en casa, y se observó un resurgimiento de los autocines, particularmente en las áreas del Gran Austin y del Gran San Antonio .
El 20 de mayo de 2020, luego de varias protestas contra el cierre en las capitales de los estados, los manifestantes que se oponían a las vacunas se reunieron en la capital del estado de Texas en Austin , con una página de Facebook que describía la manifestación como un esfuerzo por "mostrar a los globalistas, incluidos los eugenistas Bill Gates , la Organización Mundial de la Salud y los CDC, que no pueden suspender la libertad en Estados Unidos por un mero capricho, y que no pueden obligarnos a usar máscaras como la gente en la China comunista ".

## Impacto económico y social

### Efecto en las empresas
Sixth Street en Austin después de que se ordenó el cierre de todos los bares y restaurantes
El 13 de marzo, Six Flags (con sede en Texas) suspendió las operaciones de sus doce propiedades en todo el país y en México, que estaban operando en el mes de marzo, hasta fin de mes; estos incluyen los dos parques de Texas, Six Flags Fiesta Texas y Six Flags Over Texas . El 30 de marzo se extendió el cierre a todas sus propiedades.  Sea World San Antonio anunció planes para cerrar del 16 de marzo al 1 de abril, junto con todos los parques acuáticos Schlitterbahn ,  los parques han retrasado el cierre. Ambos parques acuáticos Schlitterbahn anunciaron que serían el primer parque acuático importante del estado en reabrir a mediados de junio. Los dos parques Six Flags de Texas reabrirán los parques el 19 de junio. 
El 14 de marzo, HEB anunció que todas sus tiendas en todo el estado reducirán las horas de apertura para ayudar a reabastecer los artículos. Esto también incluye sus farmacias y ubicaciones en el mercado central .  El anuncio se produce un día después de que la empresa anunciara que sus tiendas en el área de Houston serían las únicas ubicaciones para implementar cambios en sus operaciones.  Un mes después, HEB amplió el horario de sus tiendas en todo el estado (más cerca de las horas normales de tienda), ya que la disponibilidad de suministro ha mejorado. 
Hasta el 26 de mayo, KVUE informó que "La Asociación de Restaurantes de Texas estima que el 6% de los restaurantes en Austin han cerrado definitivamente durante la pandemia, y se estima que ese número es del 12% en todo el estado".  Varios de estos restaurantes que cerraron habían sido famosos y bien establecidos en el estado durante décadas. Algunos notables incluyen Highland Park Cafeteria, un restaurante de Dallas que había servido comida reconfortante durante 95 años, y Threadgill's , una taberna de 81 años que fue el primer negocio de Austin posterior a la Prohibición con una licencia de cerveza antes de convertirse en restaurante en 1981 ( Janis Joplin comenzó su carrera musical aquí). 
Los planes de Abbott de levantar la orden de quedarse en casa y reabrir Texas fueron seguidos por un aumento en los casos de coronavirus que alcanzaron los 50,000 casos nuevos para el fin de semana del Día de los Caídos.  El número aumentó constantemente, lo que llevó a Texas a situarse en la cima de los casos en todo el país y los hospitales de las ciudades más grandes del estado alcanzaron casi o su capacidad máxima de UCI.  En respuesta al resurgimiento de los casos de COVID-19, Abbott emitió una orden ejecutiva cerrando bares por segunda vez desde el comienzo de la pandemia. Varios dueños de bares de Texas presentaron una demanda federal de $ 10 millones declarando que la orden de Abbott viola sus derechos constitucionales; la orden también afectó a los restaurantes con altas ventas de alcohol, y la Asociación de Restaurantes de Texas estimó que al menos 1,500 restaurantes que sirven alcohol se vieron obligados a cerrar, lo que desplazó a más de 35,000 empleados. 

### Cancelaciones de eventos
Por primera vez en la historia del evento, South by Southwest fue cancelado como resultado de preocupaciones de salud locales sobre la pandemia de coronavirus .  El Houston Livestock Show and Rodeo canceló el resto del evento el 11 de marzo, que estaba programado hasta el 22 de marzo. Se confirmó que un residente del condado de Montgomery, Texas que dio positivo en la prueba, asistió a la barbacoa. cocinar en el rodeo el 28 de febrero.  La asistencia para el rodeo del 28 de febrero fue de 77,632, con 73,433 de los visitantes fueron al "Campeonato Mundial Barb-B-Que Contest", donde asistió esa persona.  El FIRST Robotics World Championship, programado para celebrarse en Houston a mediados de abril, fue cancelado debido al Coronavirus, junto con todas las demás FIRST Robotics Competition en Texas. El Campeonato es una de las reuniones más grandes del mundo en robótica competitiva. 
Después del anuncio de la prohibición de reuniones de más de 500 personas el 13 de marzo (en San Antonio), Fiesta San Antonio pospuso su evento para noviembre de 2020, que originalmente estaba programado para mediados de abril y finalmente se canceló para abril de 2021. 
Austin City Limits , originalmente programado para octubre de 2020, se canceló el 1 de julio; sus organizadores describieron la cancelación como "la única solución responsable". 

### Impacto en la educación
Entre los cierres de distritos escolares y universidades en todo el estado, Abbott renunció a todas las pruebas de Evaluación de Preparación Académica del Estado de Texas (STAAR) para el año escolar 2019-2020 para las escuelas primarias públicas el 16 de marzo 
El 19 de marzo, Abbott emitió una orden ejecutiva que cerró las escuelas en todo el estado hasta al menos el 3 de abril.  El 31 de marzo, el gobernador anunció que las escuelas en el estado continuarán cerradas hasta el 4 de mayo.  El 17 de abril, Abbott dijo que las escuelas públicas de Texas estarían cerradas durante el resto del año escolar 2019-2020 y que las escuelas continuarán ofreciendo educación a distancia. 
Al 16 de julio, el estado todavía no había establecido reglas concretas para la reapertura de escuelas en el otoño, pero la última palabra de Abbott el 14 de julio fue que los distritos pueden esperar más flexibilidad en la apertura de aulas, y los funcionarios de educación estatales acordaron continuar financiando la escuela. distritos que eligen permanecer virtuales si así lo exigen los funcionarios de salud locales. 

#### Escuelas K-12
Tarea digital asignada en una escuela pública de Texas
El Distrito Escolar Independiente de Houston , el distrito escolar más grande del estado, se encuentra entre las docenas de distritos escolares que extienden sus vacaciones de primavera para ayudar a prevenir la propagación del coronavirus.  Los cierres no carecen de precedentes, ya que muchas escuelas cerraron durante dos semanas durante la gripe H1N1 2009 cuando Houston experimentó un brote importante.  El CDC emitió pautas para los administradores de escuelas K-12 para ayudar a "proteger la salud, la seguridad y el bienestar de los estudiantes, maestros, otro personal escolar, sus familias y comunidades" mientras se preparan para regresar a la escuela en el otoño de 2020. 

#### Universidades
El 19 de mayo, la Universidad de Texas en Austin reveló que estaban implementando una serie de "medidas de mitigación financiera" para aliviar las licencias de los empleados y otras dificultades económicas causadas por COVID-19, incluso después de recibir subvenciones del gobierno.  El 20 de mayo, se anunció que UT-Austin abriría el campus para el semestre de otoño de 2020, pero realizaría todas las clases y pruebas de forma remota después de las vacaciones de Acción de Gracias.  Más tarde anunciaron el 3 de junio que las aulas se mantendrían al 40 por ciento de su capacidad y que alrededor de 2.100 clases (aproximadamente una quinta parte de todas las clases disponibles) se llevarían a cabo en línea durante el otoño. El 8 de junio, tanto UT-Austin como Texas A&M University anunciaron que se requerirá usar máscaras cuando estén dentro de los edificios del campus durante el semestre de otoño de 2020.  El 23 de junio, UT Austin anunció que renunciará a los requisitos de las pruebas SAT y ACT para los estudiantes de secundaria que soliciten la admisión de pregrado en el otoño de 2021 para garantizar que COVID-19 no afecte la capacidad del estudiante para postularse a la universidad. 

### Deportes
Un juego de Dallas Renegades XFL en Globe Life Park en Arlington el 7 de marzo de 2020; este fue su último partido antes de la suspensión y desaparición de la liga.
Todas las principales ligas deportivas profesionales de Texas suspendieron el juego, incluida la NBA ( Dallas Mavericks , Houston Rockets y San Antonio Spurs )  NHL ( Dallas Stars ),  Major League Baseball ( Texas Rangers y Houston Astros ),  y Major League Soccer ( Houston Dynamo y FC Dallas ).  El XFL ( Dallas Renegades y Houston Roughnecks) suspendió el juego y luego se declaró en bancarrota a mitad de camino de la temporada inaugural de la liga reiniciada.  En abril de 2020, la Liga Interescolar Universitaria (UIL) canceló todos los deportes de primavera en las escuelas secundarias en todo el estado. 
El 28 de mayo, el gobernador Abbott anunció que los eventos deportivos profesionales en lugares al aire libre podrían admitir un número limitado de espectadores, con un límite del 25% de la capacidad normal y sujeto a la aprobación de las autoridades sanitarias.  En junio de 2020, Fort Worth fue sede de los primeros IndyCar Series y PGA Tour eventos realizados ya que las restricciones relacionadas con la pandemia afecta tomaron, la Genesys 300 en el Texas Motor Speedway ,  y la Schwab Charles Desafío en Colonial Country Club .  Ambos eventos se realizaron sin espectadores . 
La pandemia afectó a los deportes en todo el estado en todos los niveles: la escuela secundaria de Texas comenzó los entrenamientos voluntarios de verano el 8 de junio en previsión del regreso de la temporada completa, pero la UIL recomendó que todos los entrenamientos en todo el estado se pospusieran del 3 al 13 de julio como medida de seguridad, impactando alrededor 200 escuelas en todo el estado, muchas de las cuales ya habían tomado la decisión de cerrar de forma independiente antes de las órdenes oficiales.  Los equipos profesionales como los Houston Rockets se vieron aún más afectados cuando los jugadores dieron positivo por COVID-19. El 21 de julio, la UIL anunció su plan para reanudar los deportes de otoño, dividiéndolos en dos categorías: las prácticas de fútbol y voleibol comenzarían primero con las escuelas 1A a 4A el 3 de agosto, las escuelas con designaciones 5A y 6A reanudarían las prácticas el 7 de septiembre, con campeonatos estatales de fútbol celebrados en enero. 
Para reducir los viajes y el impacto de los brotes, Major League Baseball programó sus playoffs de 2020 en sitios neutrales en Texas y California; El Minute Maid Park en Houston y el recién inaugurado Globe Life Field en Arlington albergarían juegos de la Serie Divisional de la Liga Nacional durante la postemporada, mientras que la Serie de Campeonato de la Liga Nacional 2020 y la Serie Mundial 2020 se realizarían íntegramente en Arlington (marcando la primera Serie Mundial en ser celebrada en un solo estadio desde 1944 ). La NLCS y la Serie Mundial también serían los primeros juegos de la MLB de esa temporada en admitir espectadores, con una capacidad máxima de 11,500. Citando restricciones más flexibles en comparación con su hogar tradicional de Las Vegas, el Rodeo de las Finales Nacionales también se trasladó al Globe Life Field. 

### Correcciones
En noviembre de 2020, la Universidad de Texas en Austin concluyó que de marzo a octubre, 231 prisioneros en el estado murieron debido al COVID-19. Debido a la demora en anunciar si alguien murió a causa de la enfermedad, que puede tardar varios meses, Jerusalem Demsas de Vox escribió que "la cifra de 231 probablemente sea un recuento conservador".  Basado en un recuento de 190 muertes tempranas, UT Austin emitió un informe que indica que la tasa de muerte de personas bajo supervisión correccional en Texas era 135% la tasa general de muerte. 

## Estadísticas
Casos médicos pandémicos de COVID-19 en Texas por condado
| County | Confirmed Cases | Probable Cases | Deaths | Population | Cases / 100k |
| 254 / 254 | 1,307,878       | 140,124        | 23,565 | 29,001,602 | 4,509.7      |
| --- | --------------- | -------------- | ------ | ---------- | ------------ |
| Anderson | 3,244           | 675            | 54     | 59,025     | 5,496.0      |
| Andrews | 1,155           | 0              | 18     | 19,279     | 5,991.0      |
| Angelina | 2,887           | 1,330          | 110    | 90,989     | 3,172.9      |
| Aransas | 474             | 121            | 21     | 23,710     | 1,999.2      |
| Archer | 342             | 44             | 2      | 9,228      | 3,706.1      |
| Armstrong | 63              | 25             | 3      | 2,001      | 3,148.4      |
| Atascosa | 1,751           | 551            | 50     | 50,898     | 3,440.2      |
| Austin | 709             | 60             | 13     | 32,067     | 2,211.0      |
| Bailey | 523             | 160            | 9      | 7,113      | 7,352.7      |
| Bandera | 314             | 93             | 11     | 23,129     | 1,357.6      |
| Bastrop | 2,580           | 555            | 39     | 89,564     | 2,880.6      |
| Baylor | 69              | 78             | 5      | 3,751      | 1,839.5      |
| Bee | 2,108           | 175            | 40     | 33,471     | 6,298.0      |
| Bell | 10,093          | 0              | 137    | 359,255    | 2,809.4      |
| Bexar | 75,471          | 15,923         | 1,568  | 1,997,417  | 3,778.4      |
| Blanco | 197             | 33             | 7      | 12,159     | 1,620.2      |
| Borden | 10              | 6              | 0      | 680        | 1,470.6      |
| Bosque | 580             | 63             | 16     | 19,062     | 3,042.7      |
| Bowie | 2,661           | 792            | 109    | 96,380     | 2,760.9      |
| Brazoria | 15,825          | 998            | 210    | 380,439    | 4,159.7      |
| Brazos | 10,219          | 1,899          | 123    | 230,789    | 4,427.9      |
| Brewster | 731             | 23             | 6      | 9,092      | 8,040.0      |
| Briscoe | 44              | 30             | 2      | 1,572      | 2,799.0      |
| Brooks | 425             | 67             | 26     | 7,115      | 5,973.3      |
| Brown | 1,088           | 1,039          | 37     | 38,993     | 2,790.2      |
| Burleson | 729             | 99             | 13     | 18,373     | 3,967.8      |
| Burnet | 1,625           | 83             | 20     | 48,716     | 3,335.7      |
| Caldwell | 2,025           | 99             | 40     | 43,199     | 4,687.6      |
| Calhoun | 1,047           | 51             | 10     | 22,028     | 4,753.0      |
| Callahan | 277             | 275            | 10     | 14,070     | 1,968.7      |
| Cameron | 27,178          | 0              | 1,041  | 426,210    | 6,376.7      |
| Camp | 500             | 147            | 16     | 12,914     | 3,871.8      |
| Carson | 145             | 99             | 4      | 5,951      | 2,436.6      |
| Cass | 811             | 357            | 41     | 30,451     | 2,663.3      |
| Castro | 523             | 183            | 11     | 7,380      | 7,086.7      |
| Chambers | 2,308           | 0              | 11     | 44,298     | 5,210.2      |
| Cherokee | 1,812           | 908            | 68     | 53,539     | 3,384.4      |
| Childress | 1,029           | 42             | 3      | 7,038      | 14,620.6     |
| Clay | 450             | 33             | 8      | 10,351     | 4,347.4      |
| Cochran | 167             | 12             | 5      | 2,904      | 5,750.7      |
| Coke | 196             | 133            | 9      | 3,390      | 5,781.7      |
| Coleman | 201             | 85             | 10     | 8,191      | 2,453.9      |
| Collin | 31,269          | 2,677          | 295    | 1,033,046  | 3,026.9      |
| Collingsworth | 131             | 57             | 3      | 2,853      | 4,591.7      |
| Colorado | 747             | 103            | 10     | 22,283     | 3,352.3      |
| Comal | 3,585           | 1,616          | 119    | 156,317    | 2,293.4      |
| Comanche | 644             | 135            | 14     | 13,878     | 4,640.4      |
| Concho | 129             | 55             | 3      | 2,716      | 4,749.6      |
| Cooke | 1,396           | 210            | 20     | 40,477     | 3,448.9      |
| Coryell | 2,746           | 75             | 20     | 75,137     | 3,654.7      |
| Cottle | 75              | 41             | 5      | 1,354      | 5,539.1      |
| Crane | 235             | 240            | 9      | 4,678      | 5,023.5      |
| Crockett | 298             | 176            | 8      | 3,461      | 8,610.2      |
| Crosby | 194             | 98             | 16     | 5,702      | 3,402.3      |
| Culberson | 236             | 14             | 3      | 2,211      | 10,673.9     |
| Dallam | 437             | 39             | 15     | 7,053      | 6,195.9      |
| Dallas | 139,950         | 14,426         | 1,699  | 2,647,576  | 5,286.0      |
| Dawson | 1,283           | 0              | 39     | 12,720     | 10,086.5     |
| DeWitt | 1,308           | 0              | 46     | 20,611     | 6,346.1      |
| Deaf Smith | 1,643           | 492            | 45     | 19,572     | 8,394.6      |
| Delta | 66              | 49             | 2      | 5,295      | 1,246.5      |
| Denton | 24,091          | 4,486          | 256    | 886,563    | 2,717.3      |
| Dickens | 72              | 34             | 6      | 2,119      | 3,397.8      |
| Dimmit | 417             | 36             | 9      | 9,709      | 4,295.0      |
| Donley | 123             | 100            | 4      | 3,228      | 3,810.4      |
| Duval | 674             | 42             | 24     | 10,907     | 6,179.5      |
| Eastland | 445             | 204            | 11     | 18,307     | 2,430.8      |
| Ector | 6,044           | 4,404          | 163    | 167,383    | 3,610.9      |
| Edwards | 132             | 14             | 2      | 1,959      | 6,738.1      |
| El Paso | 91,868          | 0              | 1,317  | 852,224    | 10,779.8     |
| Ellis | 8,567           | 1,068          | 137    | 188,464    | 4,545.7      |
| Erath | 1,669           | 707            | 22     | 43,042     | 3,877.6      |
| Falls | 872             | 37             | 15     | 17,401     | 5,011.2      |
| Fannin | 1,198           | 174            | 44     | 36,230     | 3,306.7      |
| Fayette | 665             | 410            | 30     | 26,328     | 2,525.8      |
| Fisher | 190             | 0              | 5      | 3,859      | 4,923.6      |
| Floyd | 213             | 248            | 16     | 5,535      | 3,848.2      |
| Foard | 35              | 24             | 4      | 1,139      | 3,072.9      |
| Fort Bend | 26,451          | 3,010          | 350    | 805,788    | 3,282.6      |
| Franklin | 260             | 98             | 11     | 10,791     | 2,409.4      |
| Freestone | 552             | 256            | 17     | 20,621     | 2,676.9      |
| Frío | 1,257           | 187            | 10     | 19,103     | 6,580.1      |
| Gaines | 1,072           | 0              | 22     | 21,170     | 5,063.8      |
| Galveston | 16,126          | 783            | 194    | 339,931    | 4,743.9      |
| Garza | 172             | 55             | 15     | 6,115      | 2,812.8      |
| Gillespie | 813             | 230            | 13     | 27,375     | 2,969.9      |
| Glasscock | 29              | 44             | 1      | 1,369      | 2,118.3      |
| Goliad | 192             | 56             | 6      | 8,007      | 2,397.9      |
| Gonzales | 1,363           | 65             | 24     | 20,769     | 6,562.7      |
| Gray | 1,426           | 143            | 25     | 21,930     | 6,502.5      |
| Grayson | 5,148           | 0              | 132    | 135,612    | 3,796.1      |
| Gregg | 3,549           | 2,199          | 126    | 126,116    | 2,814.1      |
| Grimes | 1,498           | 107            | 41     | 29,466     | 5,083.8      |
| Guadalupe | 4,852           | 850            | 92     | 166,961    | 2,906.1      |
| Hale | 4,621           | 0              | 108    | 33,165     | 13,933.4     |
| Hall | 156             | 32             | 3      | 3,017      | 5,170.7      |
| Hamilton | 334             | 27             | 12     | 8,641      | 3,865.3      |
| Hansford | 264             | 206            | 11     | 5,327      | 4,955.9      |
| Hardeman | 124             | 44             | 5      | 3,856      | 3,215.8      |
| Hardin | 1,723           | 984            | 43     | 59,178     | 2,911.6      |
| Harris | 202,861         | 0              | 3,128  | 4,698,655  | 4,317.4      |
| Harrison | 1,301           | 734            | 51     | 68,559     | 1,897.6      |
| Hartley | 263             | 13             | 0      | 5,861      | 4,487.3      |
| Haskell | 109             | 104            | 5      | 5,628      | 1,936.7      |
| Hays | 8,049           | 958            | 91     | 228,364    | 3,524.6      |
| Hemphill | 285             | 11             | 1      | 3,838      | 7,425.7      |
| Henderson | 2,061           | 880            | 61     | 82,989     | 2,483.5      |
| Hidalgo | 46,449          | 0              | 1,867  | 886,294    | 5,240.8      |
| Hill | 1,395           | 263            | 23     | 37,069     | 3,763.3      |
| Hockley | 1,480           | 167            | 65     | 22,862     | 6,473.6      |
| Hood | 2,012           | 801            | 56     | 60,984     | 3,299.2      |
| Hopkins | 943             | 963            | 61     | 37,312     | 2,527.3      |
| Houston | 581             | 368            | 18     | 23,381     | 2,484.9      |
| Howard | 2,220           | 1,333          | 46     | 36,294     | 6,116.7      |
| Hudspeth | 297             | 13             | 5      | 3,680      | 8,070.7      |
| Hunt | 3,037           | 0              | 67     | 97,842     | 3,104.0      |
| Hutchinson | 766             | 286            | 31     | 20,550     | 3,727.5      |
| Irion | 29              | 31             | 0      | 1,592      | 1,821.6      |
| Jack | 296             | 35             | 5      | 9,265      | 3,194.8      |
| Jackson | 890             | 46             | 17     | 14,561     | 6,112.2      |
| Jasper | 569             | 523            | 39     | 35,726     | 1,592.7      |
| Jeff Davis | 75              | 7              | 1      | 2,411      | 3,110.7      |
| Jefferson | 11,553          | 0              | 195    | 251,590    | 4,592.0      |
| Jim Hogg | 249             | 11             | 9      | 5,092      | 4,890.0      |
| Jim Wells | 2,186           | 133            | 58     | 40,204     | 5,437.3      |
| Johnson | 7,112           | 847            | 126    | 174,777    | 4,069.2      |
| Jones | 1,684           | 312            | 17     | 19,697     | 8,549.5      |
| Karnes | 1,049           | 43             | 19     | 15,508     | 6,764.3      |
| Kaufman | 6,075           | 844            | 96     | 135,410    | 4,486.4      |
| Kendall | 646             | 469            | 21     | 47,284     | 1,366.2      |
| Kenedy | 13              | 7              | 2      | 390        | 3,333.3      |
| Kent | 26              | 16             | 1      | 759        | 3,425.6      |
| Kerr | 1,197           | 408            | 28     | 52,829     | 2,265.8      |
| Kimble | 138             | 20             | 5      | 4,604      | 2,997.4      |
| King | 2               | 3              | 0      | 274        | 729.9        |
| Kinney | 100             | 1              | 3      | 3,575      | 2,797.2      |
| Kleberg | 1,282           | 54             | 55     | 32,135     | 3,989.4      |
| Knox | 130             | 18             | 10     | 3,683      | 3,529.7      |
| La Salle | 442             | 16             | 14     | 7,426      | 5,952.1      |
| Lamar | 1,598           | 1,440          | 76     | 50,440     | 3,168.1      |
| Lamb | 1,202           | 296            | 56     | 12,565     | 9,566.3      |
| Lampasas | 481             | 80             | 11     | 21,326     | 2,255.5      |
| Lavaca | 1,454           | 121            | 46     | 20,437     | 7,114.5      |
| Lee | 331             | 371            | 21     | 17,411     | 1,901.1      |
| Leon | 485             | 147            | 18     | 17,588     | 2,757.6      |
| Liberty | 2,730           | 764            | 73     | 91,098     | 2,996.8      |
| Limestone | 873             | 169            | 20     | 23,709     | 3,682.1      |
| Lipscomb | 176             | 8              | 5      | 3,208      | 5,486.3      |
| Live Oak | 537             | 105            | 10     | 12,164     | 4,414.7      |
| Llano | 371             | 91             | 5      | 21,784     | 1,703.1      |
| Loving | 1               | 0              | 0      | 96         | 1,041.7      |
| Lubbock | 35,684          | 0              | 446    | 308,880    | 11,552.7     |
| Lynn | 425             | 0              | 11     | 6,151      | 6,909.4      |
| Madison | 889             | 117            | 15     | 14,188     | 6,265.9      |
| Marion | 191             | 36             | 17     | 9,760      | 1,957.0      |
| Martin | 269             | 182            | 10     | 5,731      | 4,693.8      |
| Mason | 142             | 28             | 2      | 4,301      | 3,301.6      |
| Matagorda | 1,414           | 73             | 63     | 36,292     | 3,896.2      |
| Maverick | 5,374           | 0              | 179    | 57,888     | 9,283.4      |
| McCulloch | 283             | 68             | 8      | 8,323      | 3,400.2      |
| McLennan | 15,990          | 0              | 221    | 255,400    | 6,260.8      |
| McMullen | 32              | 6              | 1      | 749        | 4,272.4      |
| Medina | 1,712           | 576            | 52     | 53,794     | 3,182.5      |
| Menard | 119             | 20             | 3      | 2,128      | 5,592.1      |
| Midland | 8,564           | 0              | 126    | 176,814    | 4,843.5      |
| Milam | 721             | 352            | 10     | 25,185     | 2,862.8      |
| Mills | 184             | 15             | 8      | 4,899      | 3,755.9      |
| Mitchell | 395             | 0              | 7      | 8,531      | 4,630.2      |
| Montague | 890             | 99             | 27     | 19,695     | 4,518.9      |
| Montgomery | 18,108          | 2,144          | 226    | 604,391    | 2,996.1      |
| Moore | 1,745           | 226            | 39     | 21,046     | 8,291.4      |
| Morris | 299             | 117            | 8      | 12,428     | 2,405.9      |
| Motley | 27              | 28             | 2      | 1,205      | 2,240.7      |
| Nacogdoches | 2,116           | 440            | 89     | 65,027     | 3,254.0      |
| Navarro | 2,040           | 994            | 41     | 52,013     | 3,922.1      |
| Newton | 201             | 126            | 16     | 13,317     | 1,509.3      |
| Nolan | 923             | 0              | 12     | 14,256     | 6,474.5      |
| Nueces | 19,067          | 6,463          | 445    | 363,049    | 5,251.9      |
| Ochiltree | 730             | 58             | 9      | 10,219     | 7,143.6      |
| Oldham | 60              | 36             | 2      | 2,126      | 2,822.2      |
| Orange | 2,855           | 1,429          | 59     | 82,461     | 3,462.2      |
| Palo Pinto | 1,304           | 170            | 41     | 29,008     | 4,495.3      |
| Panola | 594             | 213            | 37     | 24,586     | 2,416.0      |
| Parker | 5,034           | 1,052          | 75     | 141,080    | 3,568.2      |
| Parmer | 781             | 217            | 28     | 9,501      | 8,220.2      |
| Pecos | 899             | 152            | 20     | 15,052     | 5,972.6      |
| Polk | 1,066           | 743            | 45     | 50,293     | 2,119.6      |
| Potter | 14,068          | 0              | 200    | 116,063    | 12,121.0     |
| Presidio | 476             | 30             | 12     | 6,535      | 7,283.9      |
| Rains | 203             | 199            | 10     | 12,416     | 1,635.0      |
| Randall | 12,475          | 0              | 134    | 139,034    | 8,972.6      |
| Reagan | 226             | 114            | 6      | 3,836      | 5,891.6      |
| Real | 148             | 5              | 10     | 3,499      | 4,229.8      |
| Red River | 250             | 87             | 19     | 11,649     | 2,146.1      |
| Reeves | 742             | 597            | 20     | 16,154     | 4,593.3      |
| Refugio | 375             | 19             | 16     | 6,871      | 5,457.7      |
| Roberts | 31              | 2              | 1      | 851        | 3,642.8      |
| Robertson | 578             | 128            | 9      | 17,708     | 3,264.1      |
| Rockwall | 3,844           | 783            | 42     | 103,363    | 3,718.9      |
| Runnels | 452             | 217            | 13     | 10,121     | 4,466.0      |
| Rusk | 1,346           | 746            | 39     | 54,526     | 2,468.5      |
| Sabine | 134             | 135            | 11     | 10,917     | 1,227.4      |
| San Augustine | 275             | 119            | 19     | 8,458      | 3,251.4      |
| San Jacinto | 267             | 126            | 16     | 29,506     | 904.9        |
| San Patricio | 1,985           | 0              | 89     | 66,688     | 2,976.5      |
| San Saba | 323             | 36             | 11     | 6,227      | 5,187.1      |
| Schleicher | 137             | 65             | 5      | 2,822      | 4,854.7      |
| Scurry | 1,751           | 0              | 26     | 16,697     | 10,486.9     |
| Shackelford | 64              | 61             | 0      | 3,382      | 1,892.4      |
| Shelby | 621             | 321            | 38     | 24,249     | 2,560.9      |
| Sherman | 92              | 11             | 3      | 3,077      | 2,989.9      |
| Smith | 6,520           | 4,539          | 218    | 231,516    | 2,816.2      |
| Somervell | 325             | 239            | 5      | 9,569      | 3,396.4      |
| Starr | 4,346           | 652            | 193    | 63,690     | 6,823.7      |
| Stephens | 356             | 151            | 9      | 9,556      | 3,725.4      |
| Sterling | 44              | 40             | 1      | 1,254      | 3,508.8      |
| Stonewall | 32              | 22             | 3      | 1,382      | 2,315.5      |
| Sutton | 239             | 95             | 5      | 3,664      | 6,522.9      |
| Swisher | 315             | 247            | 11     | 7,439      | 4,234.4      |
| Tarrant | 101,836         | 13,640         | 1,158  | 2,060,239  | 4,942.9      |
| Taylor | 4,097           | 5,131          | 143    | 139,044    | 2,946.5      |
| Terrell | 37              | 6              | 1      | 794        | 4,659.9      |
| Terry | 1,140           | 0              | 32     | 12,544     | 9,088.0      |
| Throckmorton | 26              | 19             | 2      | 1,448      | 1,795.6      |
| Titus | 1,902           | 378            | 42     | 33,690     | 5,645.6      |
| Tom Green | 3,631           | 4,591          | 148    | 117,613    | 3,087.2      |
| Travis | 41,519          | 0              | 489    | 1,273,554  | 3,260.1      |
| Trinity | 240             | 53             | 9      | 14,530     | 1,651.8      |
| Tyler | 344             | 283            | 7      | 22,735     | 1,513.1      |
| Upshur | 651             | 660            | 25     | 41,204     | 1,579.9      |
| Upton | 71              | 145            | 6      | 3,619      | 1,961.9      |
| Uvalde | 1,274           | 40             | 39     | 26,743     | 4,763.9      |
| Val Verde | 3,568           | 0              | 143    | 50,853     | 7,016.3      |
| Van Zandt | 1,313           | 817            | 46     | 56,376     | 2,329.0      |
| Victoria | 5,309           | 9              | 109    | 91,329     | 5,813.0      |
| Walker | 4,639           | 401            | 74     | 75,949     | 6,108.0      |
| Waller | 1,367           | 115            | 21     | 54,822     | 2,493.5      |
| Ward | 458             | 227            | 7      | 11,530     | 3,972.2      |
| Washington | 1,038           | 187            | 55     | 35,570     | 2,918.2      |
| Webb | 22,540          | 0              | 405    | 280,775    | 8,027.8      |
| Wharton | 1,813           | 184            | 71     | 41,224     | 4,397.9      |
| Wheeler | 281             | 27             | 6      | 5,178      | 5,426.8      |
| Wichita | 8,451           | 0              | 167    | 132,920    | 6,358.0      |
| Wilbarger | 862             | 199            | 21     | 12,465     | 6,915.4      |
| Willacy | 1,459           | 64             | 61     | 21,566     | 6,765.3      |
| Williamson | 15,228          | 1,630          | 184    | 589,216    | 2,584.5      |
| Wilson | 1,344           | 264            | 29     | 52,127     | 2,578.3      |
| Winkler | 345             | 131            | 6      | 7,990      | 4,317.9      |
| Wise | 2,495           | 496            | 53     | 69,609     | 3,584.3      |
| Wood | 1,033           | 686            | 56     | 45,084     | 2,291.3      |
| Yoakum | 673             | 0              | 14     | 8,829      | 7,622.6      |
| Young | 1,076           | 105            | 24     | 19,029     | 5,654.5      |
| Zapata | 620             | 87             | 9      | 14,196     | 4,367.4      |
| Zavala | 725             | 40             | 24     | 12,116     | 5,983.8      |
| Actualizado el 11 de diciembre de 2020 El Departamento de Servicios de Salud del Estado de Texas informa públicamente los datos |                 |                |        |            |              |
| 1. ^ Condado donde residen las personas con un caso positivo. La ubicación de la infección original puede variar. 2. ^ a b Los casos notificados incluyen casos confirmados y presuntivos. Los números de casos reales probablemente sean más altos. 3. ^ Incluye 14 muertes de condados desconocidos. 4. ^ Estimación de población de julio de 2019 de |                 |                |        |            |              |